# Alfa Romeo Giulia (2015)
El Alfa Romeo Giulia, también conocido por su nombre código Proyecto 952, es un automóvil mediano del segmento D con carrocería sedán de cuatro puertas, producido por el fabricante italiano Alfa Romeo desde 2015.
Este modelo sustituye al 159, que se había dejado de fabricar en 2011 por bajas ventas.

## Historia

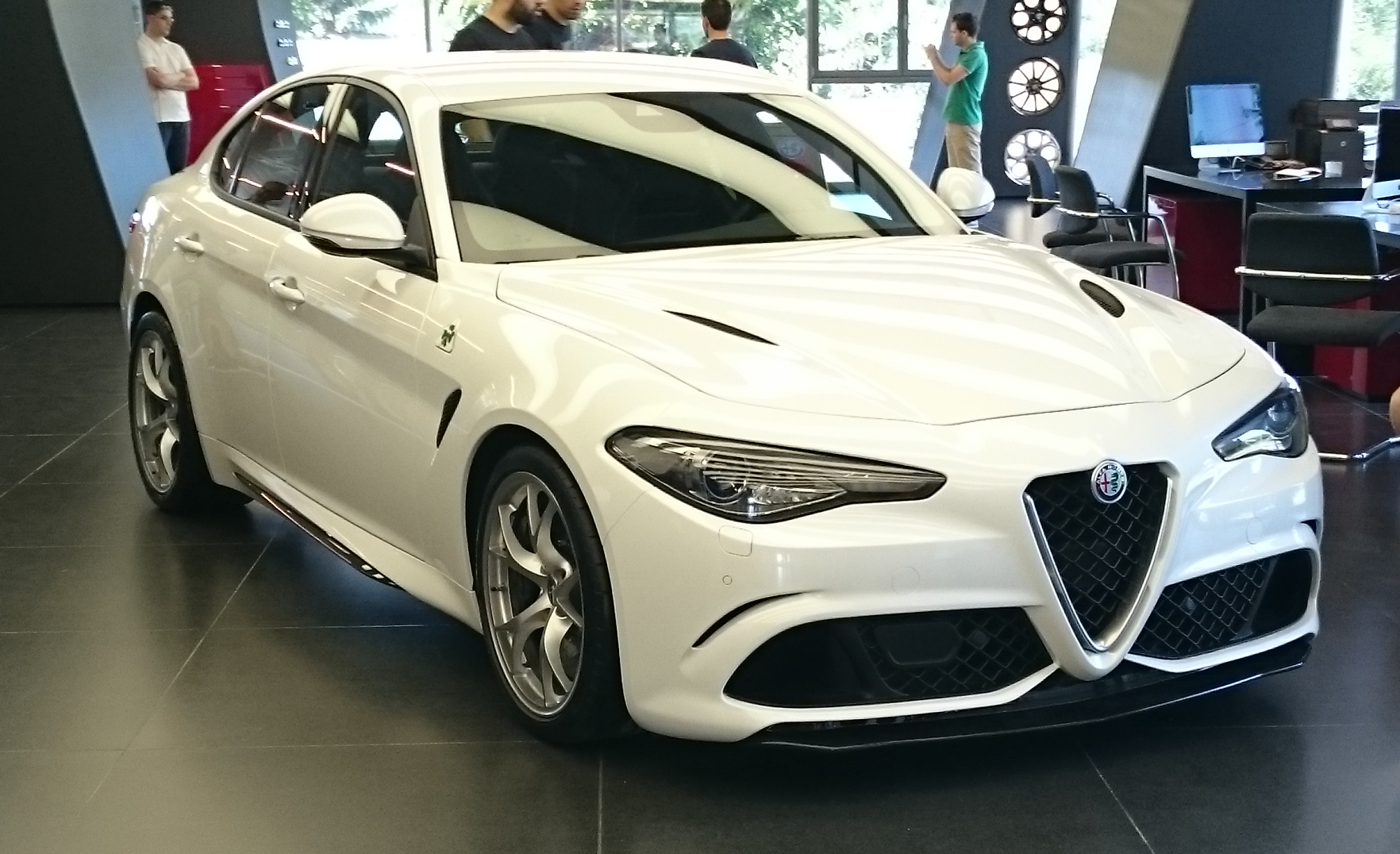
Pre-serie Quadrifoglio de 2015 en el Museo Storico Alfa Romeo de Arese

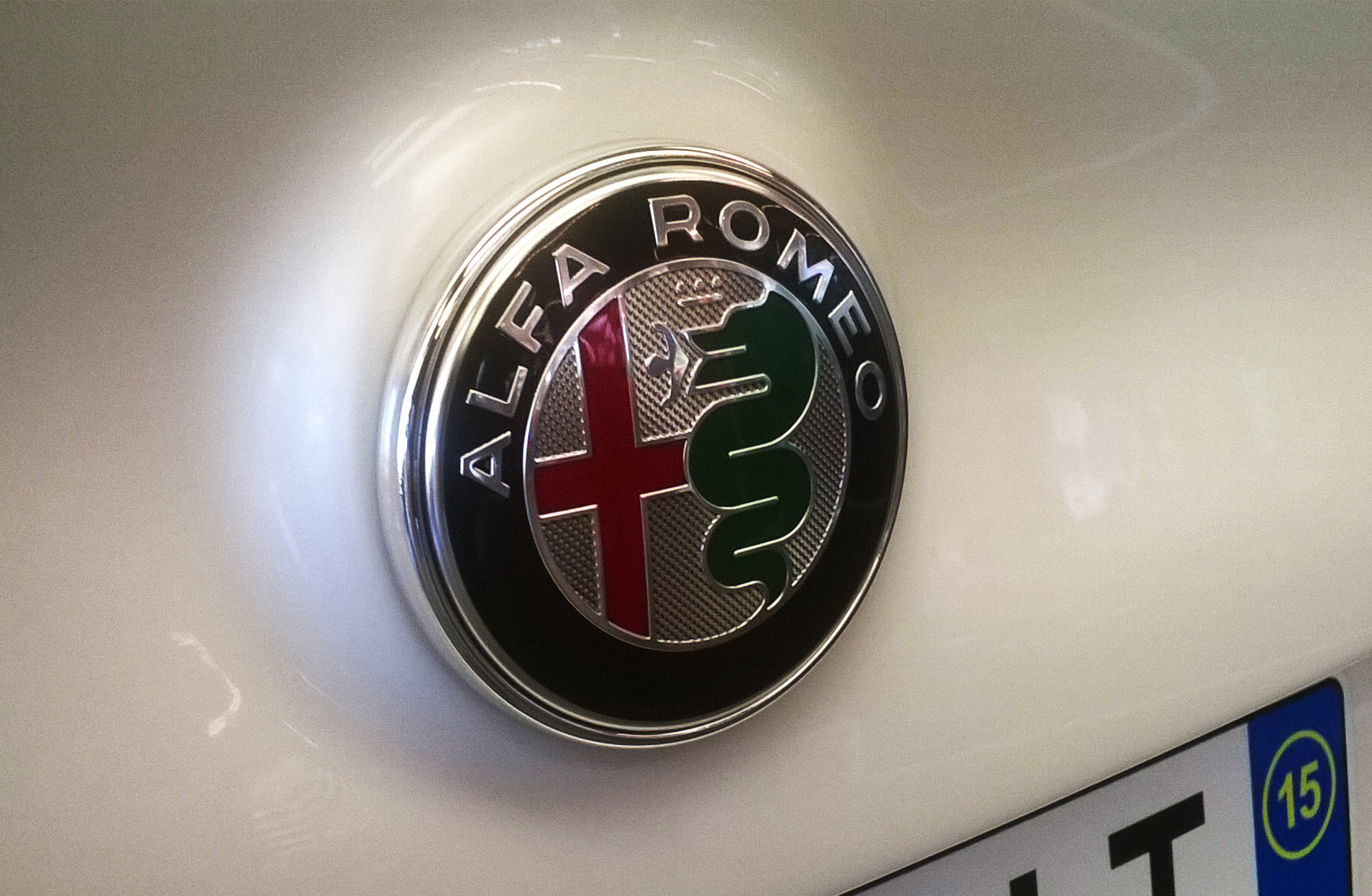
Nuevo logotipo en un Quadrifoglio para celebrar los 105 años de Alfa Romeo

Este nuevo modelo se enmarca dentro de un ambicioso plan de Fiat Chrysler Automobiles para relanzar la marca a escala mundial y competir directamente con las marcas premium alemanas. De esta manera, el nuevo modelo pretende rivalizar con el Mercedes-Benz Clase C y el BMW Serie 3. El plan contemplaba lanzar ocho nuevos modelos en tres años y alcanzar una producción de 400 000 unidades, de las cuales un tercio deberían ser para el mercado estadounidense, que de hecho, llegaría a los concesionarios en 2016.
Como referencia, Alfa Romeo vendió solamente 70 000 unidades en 2014 y resultó deficitaria, hasta el punto de extenderse el rumor en muchos medios de que estaba en venta. No obstante, FCA consideraba que Jeep y Alfa Romeo son sus mejores activos, gracias a la poderosa imagen de marca y fieles seguidores en todo el mundo.
Es la punta de lanza de esta ofensiva y por tanto, de su éxito o fracaso dependerá en gran medida que se alcancen estos objetivos, de este resurgir de la marca italiana. Para ello, el director ejecutivo de FCA dispuso un equipo de 20 ingenieros al servicio de Philippe Krief, proveniente de Ferrari, para partir de un vehículo desde cero, con carta blanca en plataforma, motores y diseño, pero con una exigencia: fabricar el mejor sedán deportivo del segmento.
Se presentó en el Museo Storico Alfa Romeo el 24 de junio de 2015 en Arese, Italia, en un evento con las notas del "Nessun dorma" de Giacomo Puccini, donde el maestro Andrea Bocelli recibió el Giulia en las salas del renovado museo y coincidiendo con el 105 aniversario de la marca. En los últimos años, los modelos Giulia y Stelvio se han convertido en los coches Alfa Romeo más premiados de la historia con 170 títulos internacionales, otorgados por periódicos especializados y medios generalistas, votados por jurados de expertos o directamente por los clientes, dedicados tanto a la innovación como al estilo.
La marca también presentó su nuevo logo, el cual sintetiza sus valores y exalta el sentido de ‘la mecanicca delle emozioni’. Este logo unifica la superficie que componen la cruz roja de la bandera de Milán y el escudo de armas de la familia Visconti, estilizando sus trazos. Además, la tipografía y los matices en las líneas fueron cambiados, por lo que transmiten una dinámica evolución. Este nuevo emblema ya forma parte de todos los canales de comunicación oficial del fabricante y ha sido integrado al lanzamiento del Giulia 2016.
Desde su debut, Alfa Romeo subió un video promocional de un minuto en su canal oficial de YouTube, llamado La meccanica delle emozioni (La mecánica de las emociones). En este video se muestra la versión Quadrifoglio en movimiento e incluso se escucha el sonido de su V6 biturbo, algo poco habitual en los anuncios de automóviles pero que en esta ocasión se consideró un regalo para los entusiastas del motor.

## En detalle

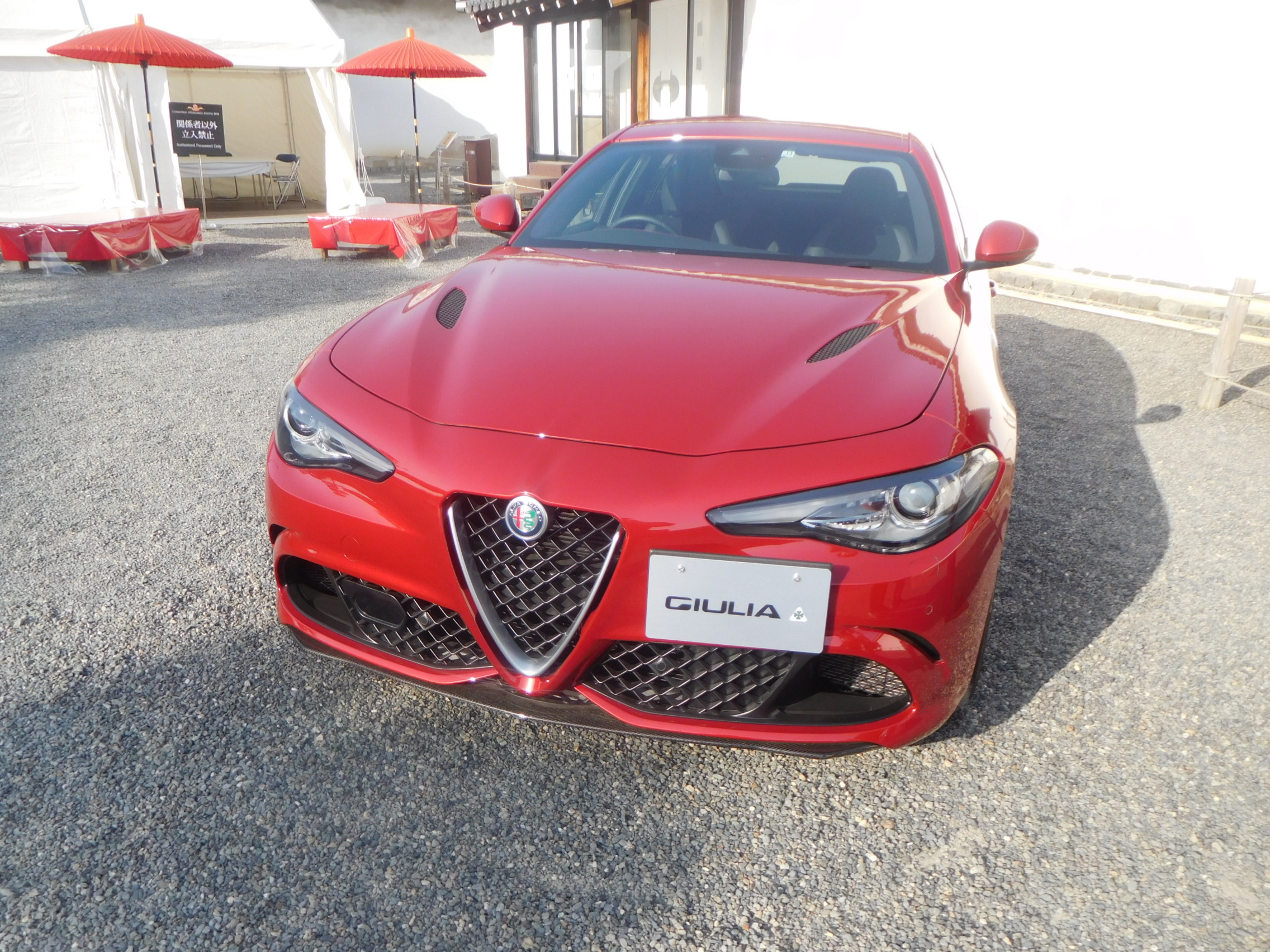
Modelo 2015

Logotipo 2015

Tras muchas especulaciones sobre si sería tracción delantera compartiendo plataforma con el Chrysler 200, este nuevo sedán es de tracción trasera, el primero desde el 75 que se dejó de fabricar en 1992. Este punto resultaba primordial para comprobar si realmente Alfa Romeo pretende con este modelo competir directamente contra las berlinas de lujo alemanas. Además, era algo demandado por los aficionados a la marca. Como es habitual en modelos similares, también está disponible con tracción en las cuatro ruedas.
Para la ocasión, la marca ha desarrollado una nueva plataforma denominada "Giorgio", con motor delantero colocado en posición longitudinal y de tracción trasera, diferente a la veterana plataforma LX del Grupo Chrysler. Tampoco parece derivar de la plataforma usada por los Maserati Ghibli y Quattroporte, aunque pueda compartir ciertos elementos. Esta nueva plataforma podría ser usada por otras marcas, como Chrysler o Dodge.
La exigencia de tener un peso contenido es primordial en la nueva etapa de Alfa Romeo, ya que el deportivo Alfa Romeo 4C pesa 895 kg (1973 libras) en su configuración coupé y 940 kg (2072 libras) en Targa y por ese motivo se han usado materiales compuestos y ligeros en su fabricación, tanto del chasis como de la carrocería. De esta manera, el Giulia Quadrifoglio incorpora fibra de carbono en el eje de transmisión, en el cofre, en el techo e incluso la estructura de los asientos. El aluminio queda reservado para los motores, los frenos, las suspensiones, incluidas las cúpulas delanteras y los bastidores delanteros y traseros y muchos componentes de las carrocería, como las puertas y los pasos de rueda.
El resultado es una relación potencia a peso mejor que cualquiera de sus rivales de Audi, BMW o Mercedes-Benz, si se comparan motorizaciones equivalentes. También destaca la distribución de peso de 50% en cada eje, perfecto para un vehículo con motor longitudinal delantero y tracción trasera.
Aunque la prensa criticó duramente los sucesivos retrasos en el lanzamiento del nuevo modelo e incumpliendo los objetivos de los planes estratégicos de FCA, luego se supo que el proyecto 952 se había desarrollado en solamente dos años y medio, cuando lo habitual es entre cinco y siete años. También se toma en cuenta que partió de la configuración más potente para cumplir con las máximas expectativas deportivas y, posteriormente, se fueron añadiendo las versiones más asequibles.

## Diseño

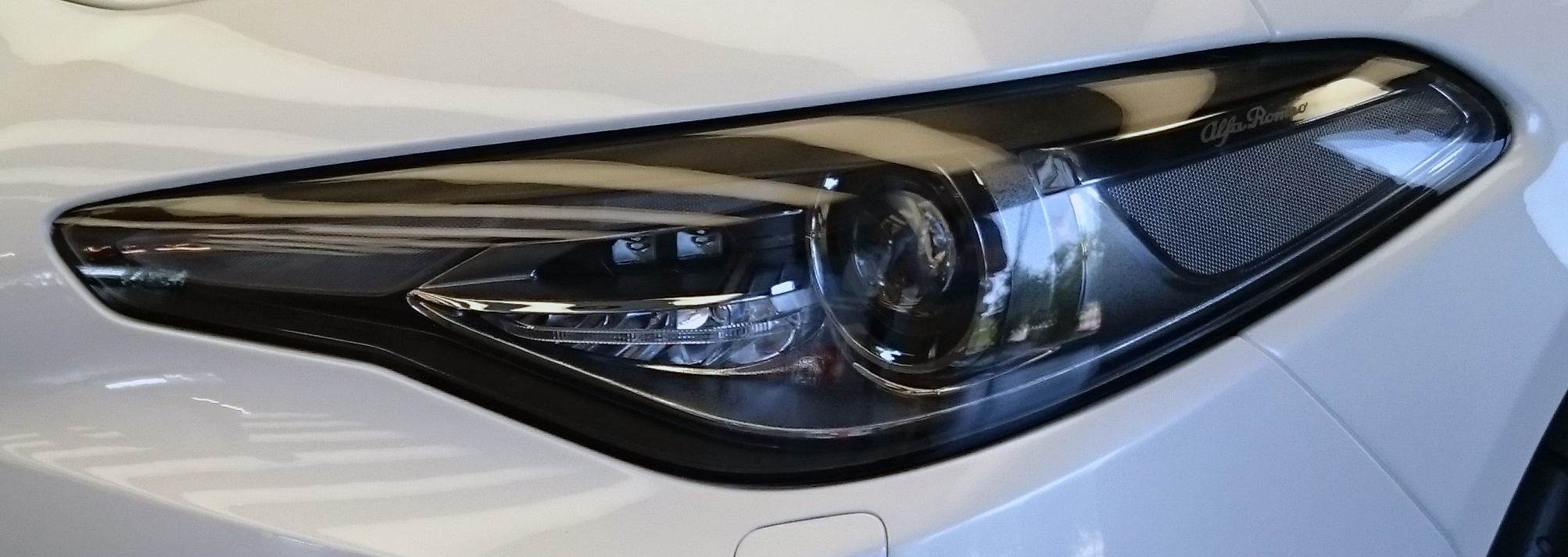
Faro derecho de la pre-serie de 2015, en el Museo Storico Alfa Romeo.

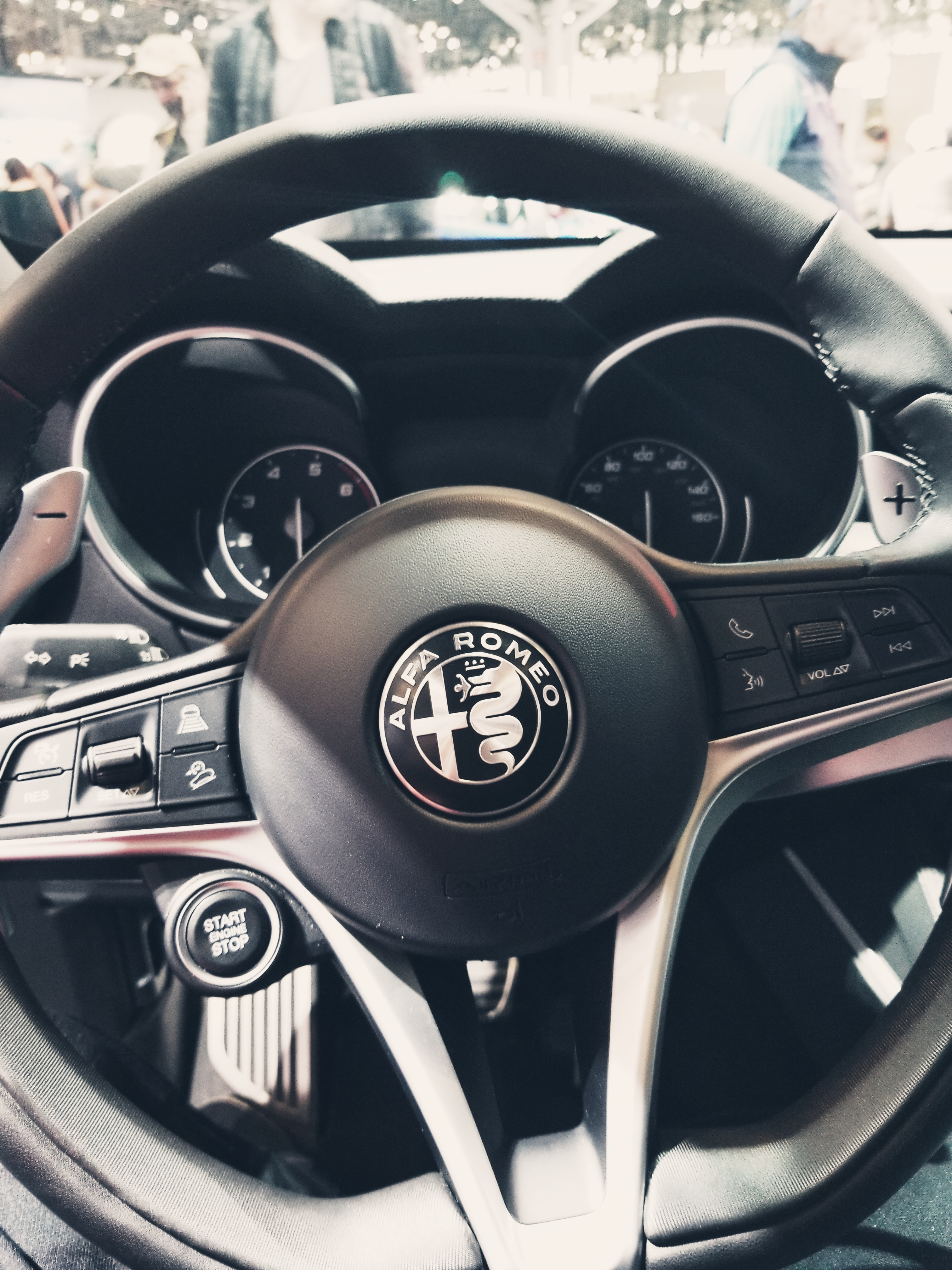
Volante del modelo 2015

Su diseño fue supervisado por Lorenzo Ramaciotti, antiguo jefe de diseño de Pininfarina y que supervisa todos los trabajos de diseño del Grupo FCA. El desafío de este producto lo calificó como el más complicado de su carrera y lo definió como un diseño que se pudiera realizar en tres trazos, sencillo y a la vez que atrayente. Durante la presentación del vehículo, explicó que no se trataba de "sobre diseñarlo", algo que es muy común actualmente, sino de crear algo puro con calidad de diseño italiana.
Tras su presentación oficial ante los medios en Arese, la mayoría de periodistas del motor alabaron su diseño. Sin embargo, tras la presentación pública en el Salón del Automóvil de Fráncfort de diversos modelos del Giulia Quadrifoglio en diferentes colores, surgieron voces críticas y la polémica sobre su controvertido diseño.
Como dato positivo, el modelo fue votado como el mejor diseño del Salón y fue trending topic en Twitter gracias a ello. No obstante, muchos votantes admitieron que esperaban algo más de la firma italiana. Ciertos medios también reconocieron que lo consideran un coche atractivo, pero carente de personalidad. En particular, recibió muchos comentarios que indicaban su excesivo parecido con su gran rival: el BMW M3. Tanto es así, que incluso el propio diseñador Alessandro Maccolini ha desmentido este punto y ha asegurado que su inspiración fue el Alfa Romeo 156, el último gran éxito de la marca italiana, tanto en ventas como en críticas positivas.
Hemos de recordar que, si bien fue gestado en un tiempo récord, el diseño fue desautorizado por el director ejecutivo del grupo FCA y tuvo que ser rediseñado varias veces para afianzar su carácter deportivo, retrasando el proyecto. Por ello, las expectativas eran muy altas y ante el resultado final han aparecido críticas que un modelo de otro fabricante no habría recibido, dado que la marca es célebre por su "inconfundible estilo italiano".
La variante Quadrifoglio ofrecía un paquete aerodinámico con carenado frontal, spoiler trasero, entradas de aire para el motor, rines de 19 pulgadas (48,3 cm), etc. Una serie de elementos que ofrecen un aspecto deportivo y de las cuales carece la versión básica.
El 1 de marzo de 2016 se presentaba el modelo básico en el Salón del Automóvil de Ginebra, con una gran acogida entre los medios especializados, pues a pesar de no contar con los elementos aerodinámicos mencionados, su aspecto resulta atractivo y mantiene un inconfundible estilo de sedán deportivo.

### Equipamiento y niveles de acabado
- Acabado Giulia: Frenada de emergencia autónoma con detección de peatones, avisador de salida involuntaria de carril, el selector DNA de modos de conducción, rines de 16 pulgadas (40,6 cm), con sistema de climatización automático bizona, sensor de lluvia, calaveras led, sistema de infoentretenimiento Alfa Connect con pantalla de 6,5 pulgadas (16,5 cm), radio, MP3, AUX, Bluetooth, ocho bocinas, mando giratorio, etc.
- Luxury Pack: asientos calefactados de ajuste eléctrico, madera natural, detalles cromados en las ventanillas, etc.
- Acabado Super: añade rines de 17 pulgadas (43,2 cm), sensor de estacionamiento trasero, doble salida de escape cromada, tapicería mixta en cuero y textil, panel de instrumentos y puertas bitono, pantalla Uconnect de 8,8 pulgadas (22,4 cm) con sincronización con dispositivos iOS y Android.
- Quadrifoglio Pack: faros xenón, rines de 18 pulgadas (45,7 cm), inserciones de aluminio, volante deportivo, etc.
- Acabado Quadrifoglio: solamente disponible en la versión Quadrifoglio con motor V6 Biturbo 2.9.

En mayo de 2016, los periodistas especializados en Motor pudieron probar varias versiones del Giulia, tanto dentro como fuera del circuito de Balocco. En general, las opiniones fueron muy favorables respecto al comportamiento dinámico y a los motores, resaltando que habían cumplido con las altas expectativas de una berlina deportiva. No obstante, la mayoría indicó que la calidad interior del nuevo modelo resulta inferior a la de sus directos rivales Audi A4, BMW M3 y Mercedes-Benz  Clase C.

#### Infoentretenimiento
El nuevo Giulia lleva un sistema de infoentretenimiento novedoso y exclusivo, llamado Alfa Connect, estando basado en el sistema multimedia uConnect de FCA, con una pantalla de alta definición de 6,5 pulgadas (16,5 cm), Bluetooth, USB y controles en el volante. La interfaz hombre-máquina se maneja con un intuitivo mando táctil giratorio. En los acabados más altos, el sistema de infoentretenimiento incluye el sistema CONNECT 3D Nav de 8,8 pulgadas (22,4 cm), audio digital DAB (Digital Audio Broadcast) y cuadro de instrumentos TFT LCD en color de 7 pulgadas (17,8 cm). También está equipado con un revolucionario sistema de sonido Sound Theatre, con diez boinas, incluido uno de graves.

## Bastidor y mecánica

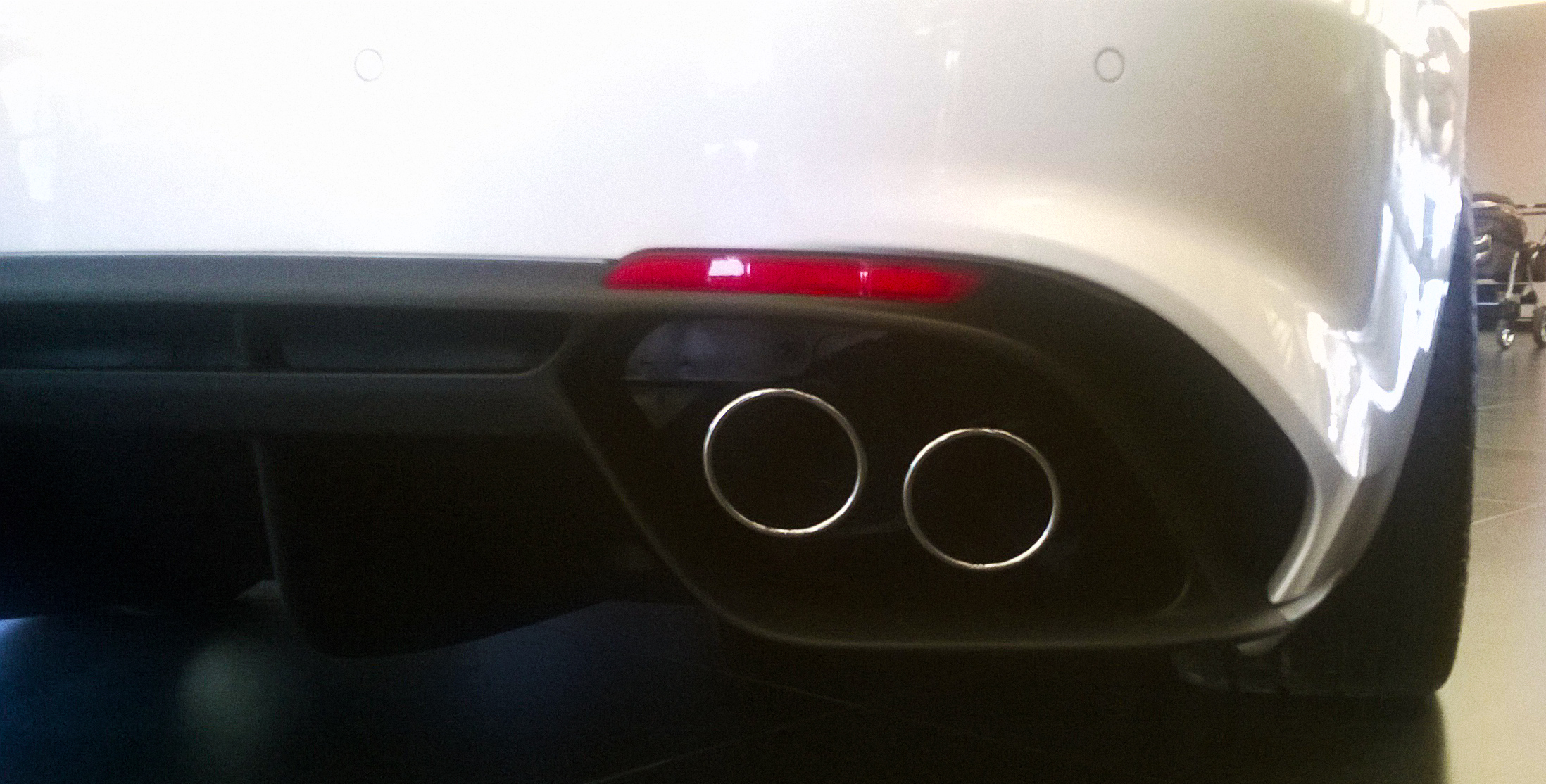
Escape del Quadrifoglio en el Museo Storico Alfa Romeo

El chasis es, según el fabricante, el más rígido del segmento D, tanto a torsión como a flexión. Se fabrica en acero con motor V6 de gasolina con una potencia máxima de 510 CV (503 HP; 375 kW), pesando menos de 1524 kg (3360 libras), de acuerdo con datos oficiales en vacío, mientras que los datos reales con conductor y líquidos asciende a 1630 kg (3594 libras).
La plataforma empleada se denomina Giorgio y ha supuesto una gran inversión por parte del grupo FCA. Será compartida con otros modelos de Alfa Romeo y posiblemente con Dodge y Chrysler, en los segmentos D y E. Con esta, se ha buscado una distribución de pesos 50/50 entre ejes y un mínimo momento polar de inercia. Algunos rumores apuntan a que deriva de la empleada por los nuevos modelos de Maserati, bastante mayores. Por ese motivo, pocos medios especializados apoyan este rumor. Más allá de su peso ligero, gracias al uso intensivo de materiales compuestos, redunda en una conducción más deportiva. Su ligereza ayuda no solamente a ofrecer una mejor aceleración, sino también a un mejor consumo, menor distancia de frenado y un paso de curva más estable.
Además, según el fabricante, el chasis con mayor batalla del segmento, en busca de ofrecer mayor espacio en las plazas traseras que la que se ofrece en sus rivales. No obstante, tras ser presentado públicamente se ha podido constatar que esto no es del todo cierto, dado que el Giulia tiene 2,82 m (111 pulgadas) de distancia entre ejes, idéntica al Audi A4 y ligeramente superior al BMW Serie 3 con 2,81 m (110,6 pulgadas). Sin embargo, todos son superados por el nuevo Jaguar XE con 2,835 m (111,6 pulgadas) y el Mercedes-Benz Clase C, líder del segmento D premium con una batalla de 2,84 m (111,8 pulgadas). Esto corrobora que en el nuevo Plan Estratégico Comercial de Alfa Romeo, la única referencia a batir es el BMW Serie 3.
Cuenta con suspensión independiente en ambos ejes del tipo paralelogramo deformable, de doble triángulo en el eje delantero con doble eje de pivote para la mangueta de dirección; y de tipo multibrazo en el eje trasero, ambas fabricadas en aluminio. Esto es así en todas sus versiones, desde el modelo básico hasta el Quadrifoglio siendo la más potente, empleando frenos de disco carbono-cerámicos en ambos ejes, mordidos por pinzas (calipers) rígidas de aleación de aluminio fabricadas por Brembo, con seis pistones en el eje delantero y cuatro en el trasero, con anclaje fijo y con los discos suspendidos en campanas flotantes.

### Ayudas a la conducción
- Dirección ultra directa: mejora la capacidad de respuesta de acelerador, motor y cambio.
- Active Aero Splitter: sistema de aerodinámica activa que modifica los difusores de la parrilla frontal para mejorar adherencia en paso por curva e incrementar la velocidad en línea recta. En condiciones idóneas, es capaz de ejercer una carga aerodinámica de 100 kg (220 libras).
- Torque Vectoring: un embrague multidisco en el eje trasero actúa como diferencial, reparte par de una rueda a otra en función de las necesidades de adherencia, lo que redunda en una conducción más deportiva ya que el control de estabilidad es más permisivo. Es capaz de enviar el 100% del par máximo a cualquier rueda, lo cual resulta especialmente eficaz en condiciones de escasa adherencia, como nieve, arena o curvas con velocidad excesiva.
- Sistema de freno integrado con el sistema electromecánico, combina el control de estabilidad con el servofreno tradicional, mejorando el peso del conjunto y la capacidad de frenado.
- Frenos carbono-cerámicos en opción para versiones más deportivas.
- Alfa DNA: al igual que otros modelos de la marca en los últimos años, un manettino (mando giratorio) permite al conductor seleccionar entre varios modos de conducción en función de sus necesidades: Dynamic, Natural, Advanced Efficient (modo de ahorro energético que se introduce por primera vez en un Alfa Romeo) y Race para las versiones tope de gama más deportivas.
- CDC (Chassis Domain Control): sistema electrónico que gestiona todos estos elementos.

### Seguridad
Ha obtenido la máxima distinción por parte de Euro NCAP de cinco estrellas, unido al resultado de 98% en protección de los ocupantes adultos. Se trata de la puntuación más alta jamás obtenida por un vehículo. Combina las últimas innovaciones en conducción con sistemas de máxima seguridad para facilitar una conducción intuitiva adoptando numerosos dispositivos de seguridad, evitando riesgos y situaciones peligrosas.
Cuenta con aviso de colisión frontal (FCW) con frenado de emergencia autónomo (AEB) con función de reconocimiento de peatones que, mediante el uso de un sensor radar y una cámara integrada en el parabrisas, detectan la presencia de posibles obstáculos o vehículos presentes en la trayectoria del automóvil, alertando al conductor del riesgo de colisión inminente. Si el conductor no reacciona a tiempo, el sistema acciona automáticamente los frenos, evitando el impacto o mitigando sus consecuencias.
Además, gracias a la función de reconocimiento de peatones mediante la interpretación de la información procedente del radar y de la cámara, el AEB es capaz de detener el vehículo de manera autónoma a velocidades de hasta 60 km/h (37 mph); detección de peatones, aviso de abandono de carril (LDW), que detecta los cambios de carril involuntarios, Blind Spot Monitoring (BSM) con función Rear Cross Path Detection que, vigilando con sensores el área alrededor del vehículo, ayuda al conductor al cambiar de carril, a adelantar y a salir de una plaza de aparcamiento controlando al resto de vehículos que pudieran suponer un peligro y control de crucero adaptativo con limitador de velocidad; todo ello disponible de serie en todos los modelos. Estas características de seguridad pueden complementarse con la monitorización del ángulo ciego (BSM), con detección de cruce trasero y una cámara de visión trasera con rejillas dinámicas.
Cuenta con una carrocería tan rígida y resistente como ligera, que es posible gracias al uso de materiales ultraligeros como la fibra de carbono, el aluminio y los materiales compuestos de aluminio.

## Motorizaciones

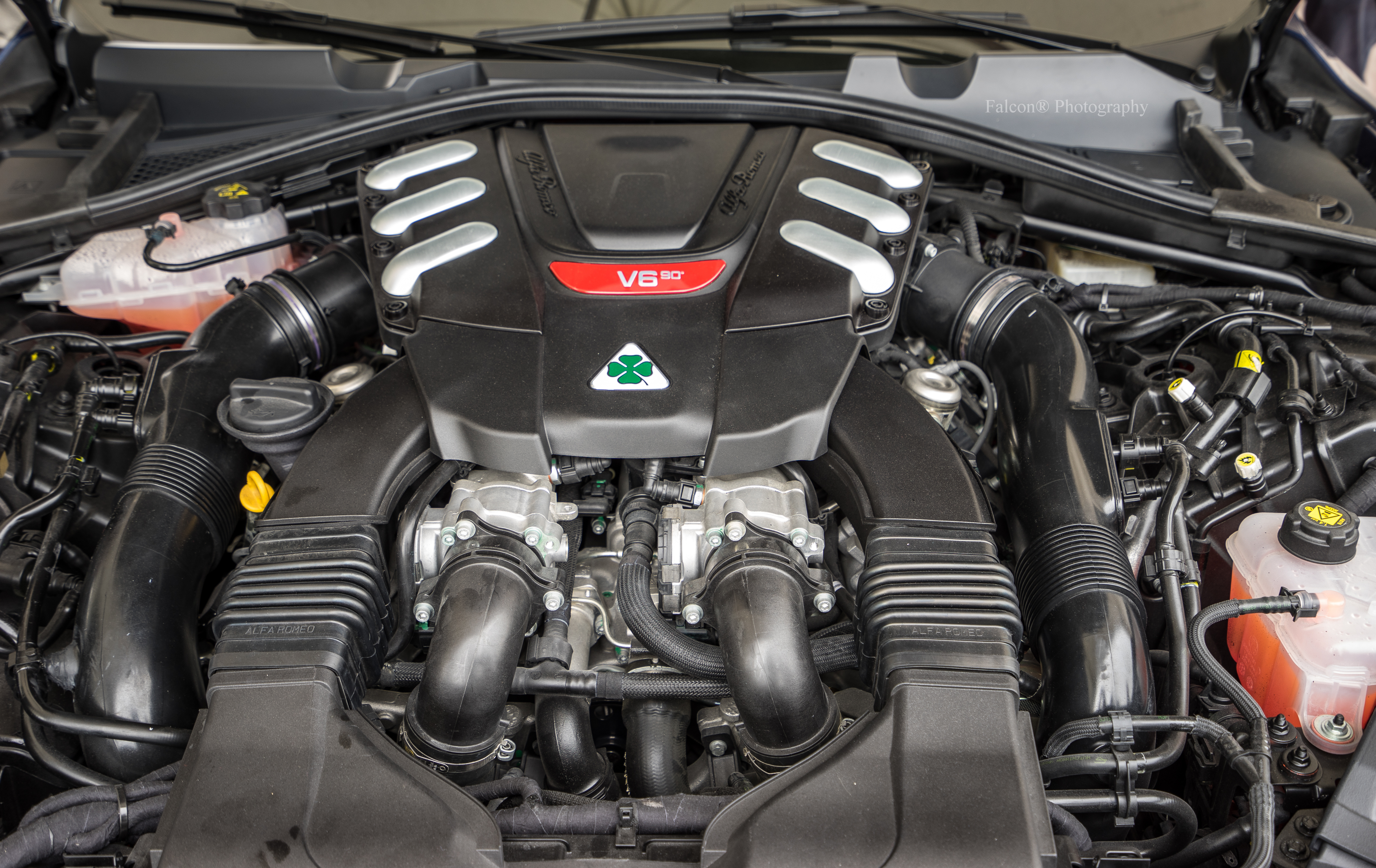
Motor V6 de un Quadrifoglio de 2016

Se comercializaba asociado a motores de gasolina y en Europa también con motores Diésel. Todos incorporan inyección directa, turbocompresor o biturbo IHI y están fabricados en aluminio. En principio, se anunció que las opciones Diésel serían los 2.0 y 2.2 MultiJet fabricados por Fiat Powertrain (FPT) en Pratola Serra, que desarrollan de 135 a 170 CV (133 a 168 HP) (99 a 125 kW) en las versiones turbo o 210 CV (207 HP; 154 kW) en la versión biturbo; y el V6 MultiJet de 275 CV (271 HP; 202 kW) fabricado por VM Motori, ya comercializado en el Maserati Ghibli. Sin embargo, tras la presentación de la gama el 1 de marzo de 2016 en el Salón de Ginebra, los motores definitivos que se ofrecían eran: 

### Motores Diésel
El motor Diésel es un bloque de 2143 cm³ (2,1 L; 130,8 plg³) fabricado en aluminio por FPT con tecnología MultiJet II common-rail, turbo de geometría variable y una relación de compresión de 15.5:1. Tiene una mayor cilindrada que los JTD del Grupo Fiat, ya que anteriormente era de 1995 cm³ (2 L; 121,7 plg³). Ofrece tres diferentes niveles de potencia: 136 HP (138 CV; 101 kW) a las 4250 rpm, 150 CV (148 HP; 110 kW) a las 4000 rpm, que posteriormente se ofrecía de manera actualizada con 160 CV (158 HP; 118 kW); 180 HP (182 CV; 134 kW) a las 3750 rpm; y 210 HP (213 CV; 157 kW) a las 3500 rpm. En los tres primeros casos, el par máximo es siempre el mismo con 450 N·m (332 lb·pie) a las 1750 rpm cuando se usa la transmisión automática de ocho velocidades. Para el motor que ofrece la potencia de 210 CV (207 HP; 154 kW), el par máximo es de 470 N·m (347 lb·pie) a las mismas revoluciones. Sin embargo, con la transmisión manual de seis velocidades, este limita a 380 N·m (280 lb·pie) a las 1500 rpm.

### Motores de gasolina
Por su parte, el motor de gasolina también es un bloque nuevo de 1995 cm³ (2 litros) fabricado en aluminio, con una relación de compresión de 10.0:1, inyección directa, MultiAir y turbo de geometría fija. Como referencia, el motor 2.0 Tigershark empleado por el grupo FCA y desarrollado por Chrysler, disponía de MultiAir, pero no empleaba inyección directa ni turbo. Del mismo modo, el motor 1.75 TBI fabricado en Italia por FPT sí tiene inyección directa y turbo, pero es más pequeño y no usa MultiAir. Esta tecnología de distribución de válvulas variable, ofrece un movimiento optimizado del árbol de levas para mejorar el rendimiento en bajas revoluciones.
Un nuevo motor se denomina Global Medium Engine (GME T4), el cual se comenzó a fabricar en 2016 en la planta de Termoli, Italia.
| Variantes                   | Tipo de motor | Combustible | Cilindrada       | Diámetro x carrera             | Potencia máxima                    | Par máximo                                  | Velocidad máxima   | Aceleración 0-100 km/h (62 mph) | Consumo combinado                    | Emisiones de CO2  |
| --------------------------- | ------------- | ----------- | ---------------- | ------------------------------ | ---------------------------------- | ------------------------------------------- | ------------------ | ------------------------------- | ------------------------------------ | ----------------- |
| 2.0 Turbo MultiAir          | 4 en línea    | Gasolina    | 1995 cm³ (2 L)   | 84 x 90 mm (3,31 x 3,54 plg)   | 200 CV (197 HP; 147 kW) @ 5000 rpm | 330 N·m (243 lb·pie) @ 1750 rpm             | 235 km/h (146 mph) | 6.6 segundos                    | 4,6 L/100 km (21,7 km/L; 51,1 mpgAm) | 138 g (4,9 oz)/km |
| 2.0 Turbo MultiAir Q4       | 4 en línea    | Gasolina    | 1995 cm³ (2 L)   | 84 x 90 mm (3,31 x 3,54 plg)   | 280 CV (276 HP; 206 kW) @ 5250 rpm | 400 a 415 N·m (295 a 306 lb·pie) @ 2250 rpm | 235 km/h (146 mph) | 5.2 segundos                    | 6,6 L/100 km (15,2 km/L; 35,6 mpgAm) | 152 g (5,4 oz)/km |
| Quadrifoglio                | V6            | Gasolina    | 2891 cm³ (2,9 L) | 86,5 x 82 mm (3,41 x 3,23 plg) | 510 CV (503 HP; 375 kW) @ 6500 rpm | 600 N·m (443 lb·pie) @ 2500 rpm             | 307 km/h (191 mph) | 3.9 segundos                    | 8,2 L/100 km (12,2 km/L; 28,7 mpgAm) | 189 g (6,7 oz)/km |
| GTA                         | V6            | Gasolina    | 2891 cm³ (2,9 L) | 86,5 x 82 mm (3,41 x 3,23 plg) | 540 CV (533 HP; 397 kW) @ 6500 rpm | 600 N·m (443 lb·pie) @ 2500 rpm             | 300 km/h (186 mph) | 3.6 segundos                    | 10,8 L/100 km (9,3 km/L; 21,8 mpgAm) | 244 g (8,6 oz)/km |
| GTAm                        | V6            | Gasolina    | 2891 cm³ (2,9 L) | 86,5 x 82 mm (3,41 x 3,23 plg) | 540 CV (533 HP; 397 kW) @ 6500 rpm | 600 N·m (443 lb·pie) @ 2500 rpm             | 300 km/h (186 mph) | 3.8 segundos                    | 10,8 L/100 km (9,3 km/L; 21,8 mpgAm) | 244 g (8,6 oz)/km |
| 2.2 MultiJet II 136         | 4 en línea    | Diésel      | 2143 cm³ (2,1 L) | 83 x 99 mm (3,27 x 3,90 plg)   | 136 CV (134 HP; 100 kW) @ 4000 rpm | 380 N·m (280 lb·pie) @ 1500 rpm             | 210 km/h (130 mph) | 9 segundos                      | 4,2 L/100 km (23,8 km/L; 56,0 mpgAm) | 109 g (3,8 oz)/km |
| 2.2 MultiJet II 150         | 4 en línea    | Diésel      | 2143 cm³ (2,1 L) | 83 x 99 mm (3,27 x 3,90 plg)   | 150 CV (148 HP; 110 kW) @ 4000 rpm | 450 N·m (332 lb·pie) @ 1750 rpm             | 220 km/h (137 mph) | 8.2 segundos                    | 4,2 L/100 km (23,8 km/L; 56,0 mpgAm) | 109 g (3,8 oz)/km |
| 2.2 Diesel 160              | 4 en línea    | Diésel      | 2143 cm³ (2,1 L) | 83 x 99 mm (3,27 x 3,90 plg)   | 160 CV (158 HP; 118 kW) @ 3750 rpm | 450 N·m (332 lb·pie) @ 1750 rpm             | 220 km/h (137 mph) | 8.2 segundos                    | 4,9 L/100 km (20,4 km/L; 48,0 mpgAm) | 128 g (4,5 oz)/km |
| 2.2 180 Advanced Efficiency | 4 en línea    | Diésel      | 2143 cm³ (2,1 L) | 83 x 99 mm (3,27 x 3,90 plg)   | 180 CV (178 HP; 132 kW) @ 3750 rpm | 450 N·m (332 lb·pie) @ 1750 rpm             | 230 km/h (143 mph) | 7 segundos                      | 3,8 L/100 km (26,3 km/L; 61,9 mpgAm) | 99 g (3,5 oz)/km  |
| 2.2 MultiJet 2020           | 4 en línea    | Diésel      | 2143 cm³ (2,1 L) | 83 x 99 mm (3,27 x 3,90 plg)   | 190 CV (187 HP; 140 kW) @ 3750 rpm | 450 N·m (332 lb·pie) @ 1750 rpm             | 230 km/h (143 mph) | 7.1 segundos                    | 4,7 L/100 km (21,3 km/L; 50,1 mpgAm) | 134 g (4,7 oz)/km |
| 2.2 MultiJet Q4 210 CV      | 4 en línea    | Diésel      | 2143 cm³ (2,1 L) | 83 x 99 mm (3,27 x 3,90 plg)   | 210 CV (207 HP; 154 kW) @ 3750 rpm | 470 N·m (347 lb·pie) @ 1750 rpm             | 235 km/h (146 mph) | 6.8 segundos                    | 4,7 L/100 km (21,3 km/L; 50,1 mpgAm) | 122 g (4,3 oz)/km |

### Transmisiones
Las cajas de cambios pueden ser manuales o automáticas. La caja manual de seis velocidades está fabricada por Getrag, similar a las empleadas por BMW, la cual no admite más de 380 N·m (280 lb·pie), lo cual obliga a limitar el par máximo en todas las variantes del 2.2 MultiJet. Sin embargo, para la versión más potente Quadrifoglio, se usa otra caja manual de seis velocidades ZF S6-53 capaz de soportar los 600 N·m (443 lb·pie) del V6 biturbo.
Respecto a la caja automática, es de ocho velocidades con convertidor de par desarrollada por ZF, que ya emplea el Grupo FCA en los nuevos modelos de Maserati, Chrysler y Dodge. En concreto, el Giulia usa la ZF8HP50 de segunda generación, capaz de soportar 500 N·m (369 lb·pie). Esta es ampliamente usada por varias marcas y ha sido un gran éxito de ZF, con gran suavidad, eficiencia y fiabilidad. En todas las versiones, incluso también las básicas, el eje de transmisión está hecho de fibra de carbono para reducir el peso total del conjunto.
| Tipo               | 1.ª   | 2.ª   | 3.ª   | 4.ª  | 5.ª   | 6.ª   | 7.ª   | 8.ª  | Reversa | Final |
| ------------------ | ----- | ----- | ----- | ---- | ----- | ----- | ----- | ---- | ------- | ----- |
| Manual Getrag      | 4.002 | 2.108 | 1.395 | 1    | 0.78  | 0.645 | n/a   | n/a  | 3.647   | 3.27  |
| Automática ZF8HP50 | 5     | 3.2   | 2.143 | 1.72 | 1.314 | 1     | 0.822 | 0.64 | 3.456   | 2.47  |

## Variantes

### Giulia Super y Speciale

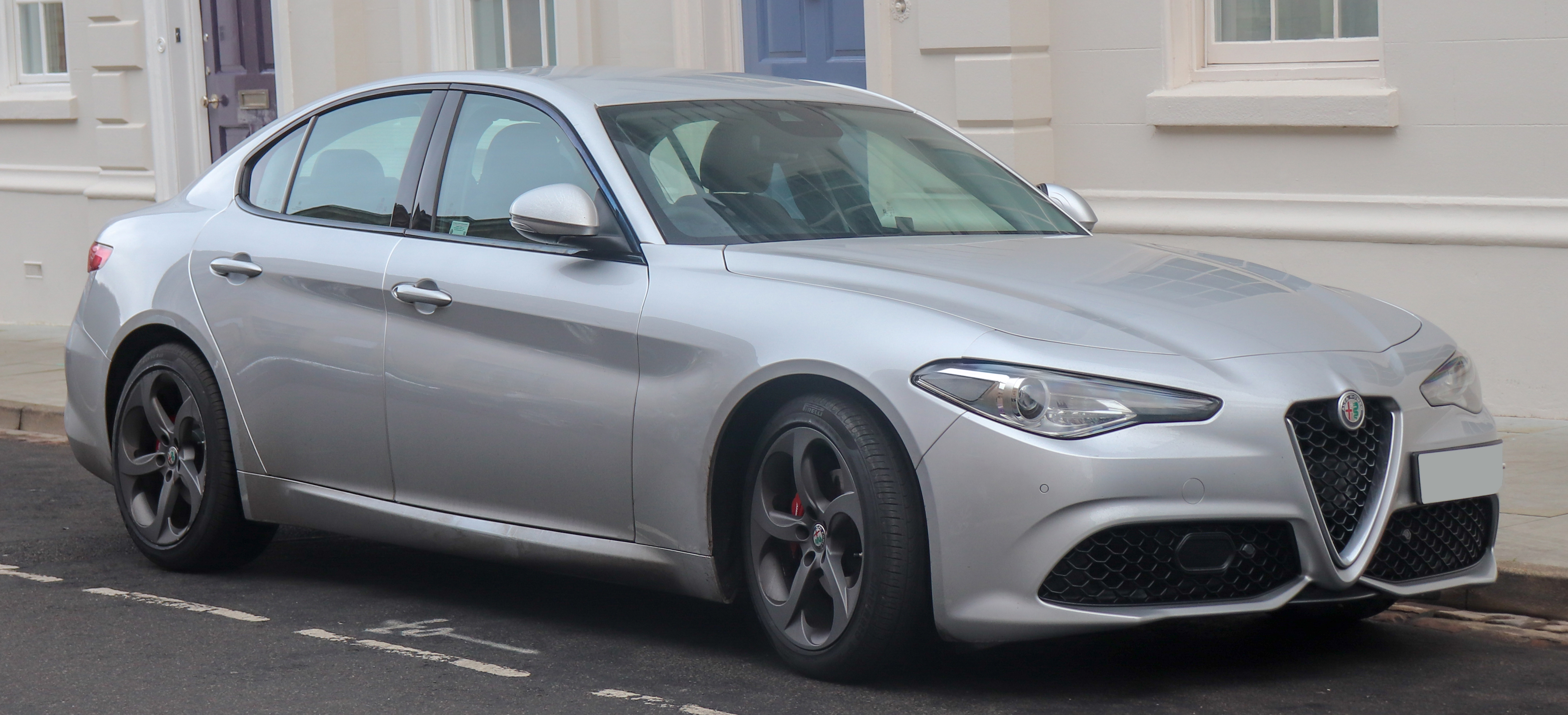
Speciale TD automático 2.1 de 2018

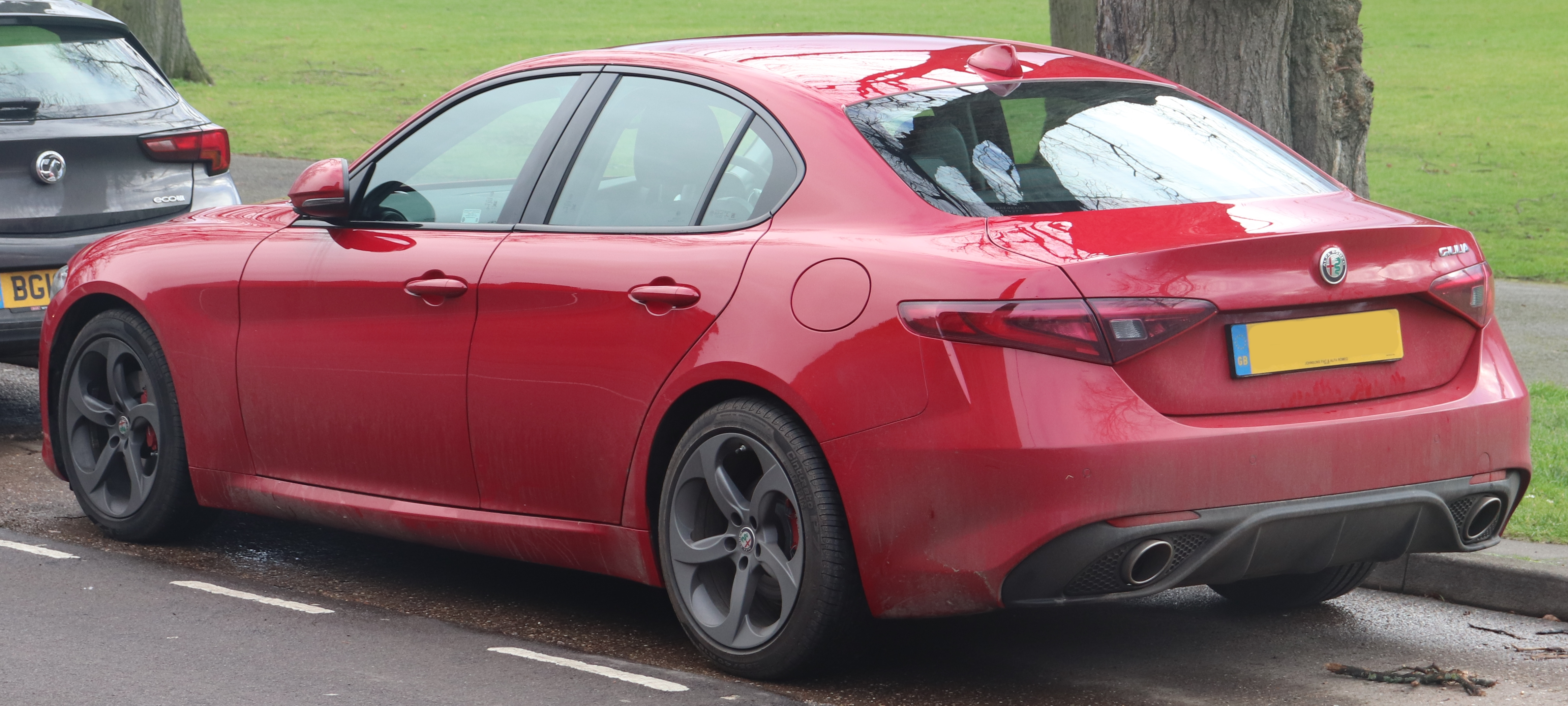
Vista trasera 3/4 del modelo 2017

Tiene un motor delantero de cuatro cilindros en línea de 1995 cm³ (2 litros) con 200 CV (197 HP; 147 kW) montado longitudinalmente con tracción trasera.
Destaca su buen reparto de pesos con un 50% para cada eje. Cuenta con ejes de transmisión de fibra de carbono y suspensiones multibrazo de aluminio independientes en ambos ejes, ambas cosas para reducir peso y su esquema de suspensión se ha cambiado por el denominado AlfaLink. Su caja automática es de 8 velocidades y la desarrolla ZF, siendo muy limpia, precisa y permite llevarla en modo manual.
Su mannettino D.N.A. o ruleta selectora de modos de conducción, permite tres modos diferentes de conducción:
- Advanced Efficiency: el coche va con una conducción muy suave, una aceleración muy elástica y es el modo más ahorrador. Es la primera vez que este modo está contemplado en un Alfa Romeo.

- Natural: se intuye algo del estilo italiano en la aceleración, pero sigue siendo una conducción muy tranquila.

- Dynamic. al seleccionar la D parece que la furia se desata, ya que tiene un manejo mejor en las maniobras y aumenta la sensibilidad de la frenada. Transmite muchas y mejores sensaciones que otros con bastante más potencia. El consumo ha rondado los 8 L/100 km (12,5 km/L; 29,4 mpgAm) siendo mixto.

Cuenta con mucho equipamiento, como sensores de estacionamiento delantero y trasero, cámara trasera, retrovisores eléctricos, sensor de luces y lluvia, aviso de cambio de carril, control de crucero, entre otros. También cuenta con una silueta marcada con nervios en los cuatro costados, faros muy perfilados delanteros bi-xenón y traseros led, rines de 18 pulgadas (45,7 cm) color grafito con forma de hélice de cinco radios, cristales oscurecidos enmarcados por el contorno negro de las ventanillas y suspensión rebajada.
El interior es lo mismo, ya que cuenta con tapicería de piel de color negra en todo el coche, salvo el techo y conjuga a la perfección con los detalles color aluminio de las manijas de las puertas, las salidas de aire, el volante, los pedales, salpicadero y demás instrumentación, con unos asientos que son extremadamente cómodos. El volante multifunción tiene tres radios las levas incorporadas y detrás de este hay una pantalla de computadora de viaje y dos indicadores diales analógicos.

### Veloce y Veloce Ti

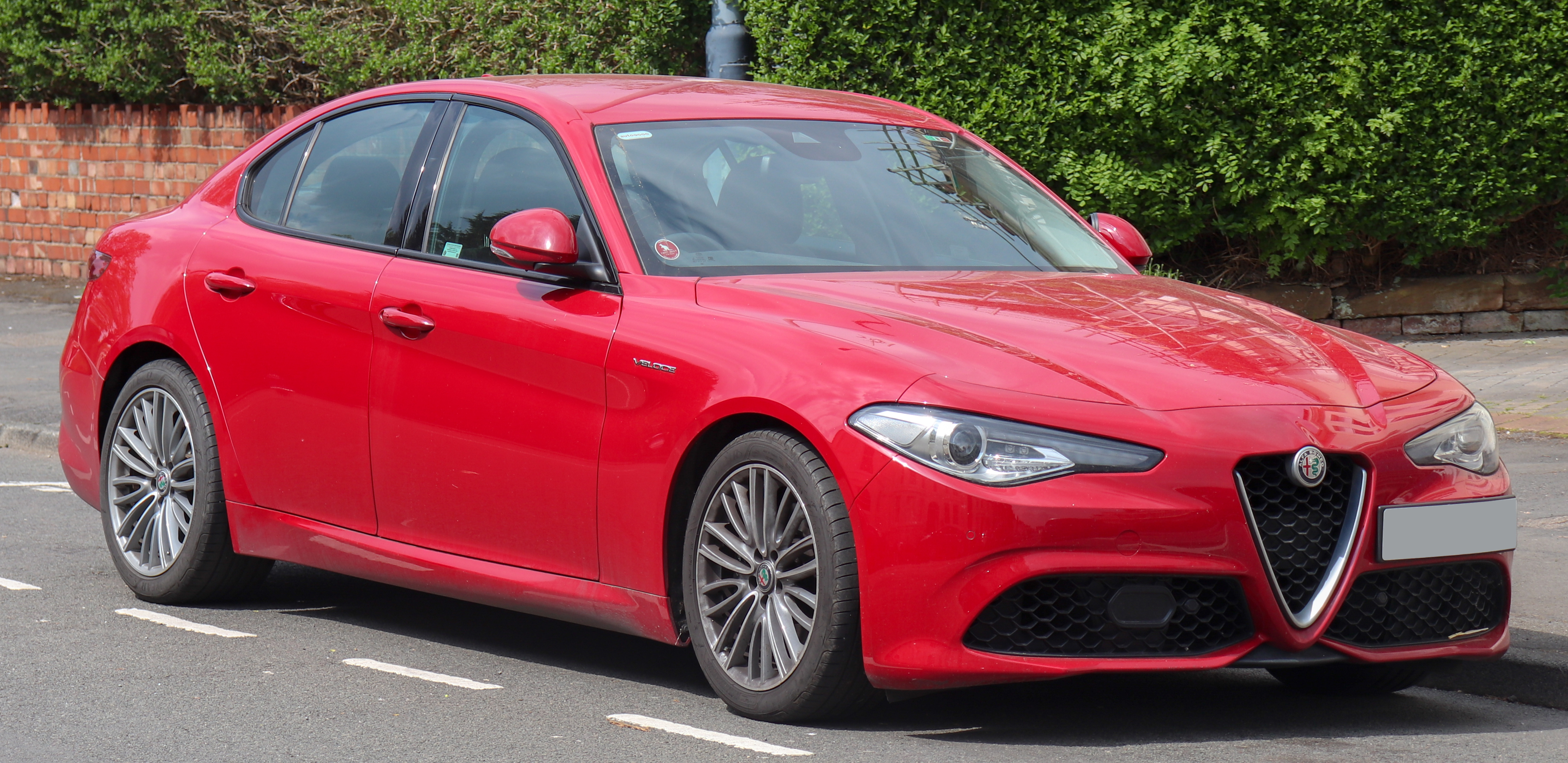
Veloce TB automático 2.0 de 2017.

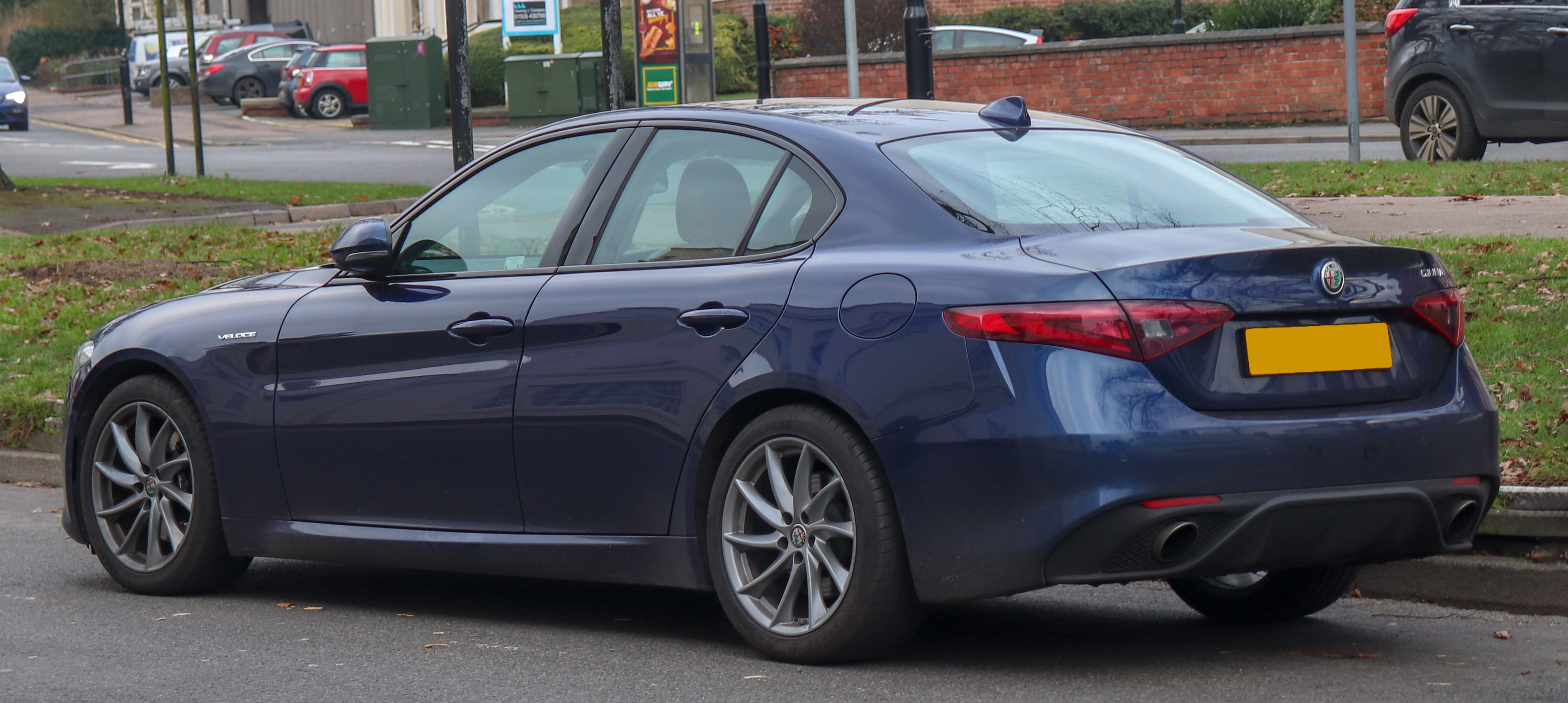
Vista trasera 3/4 del modelo 2018.

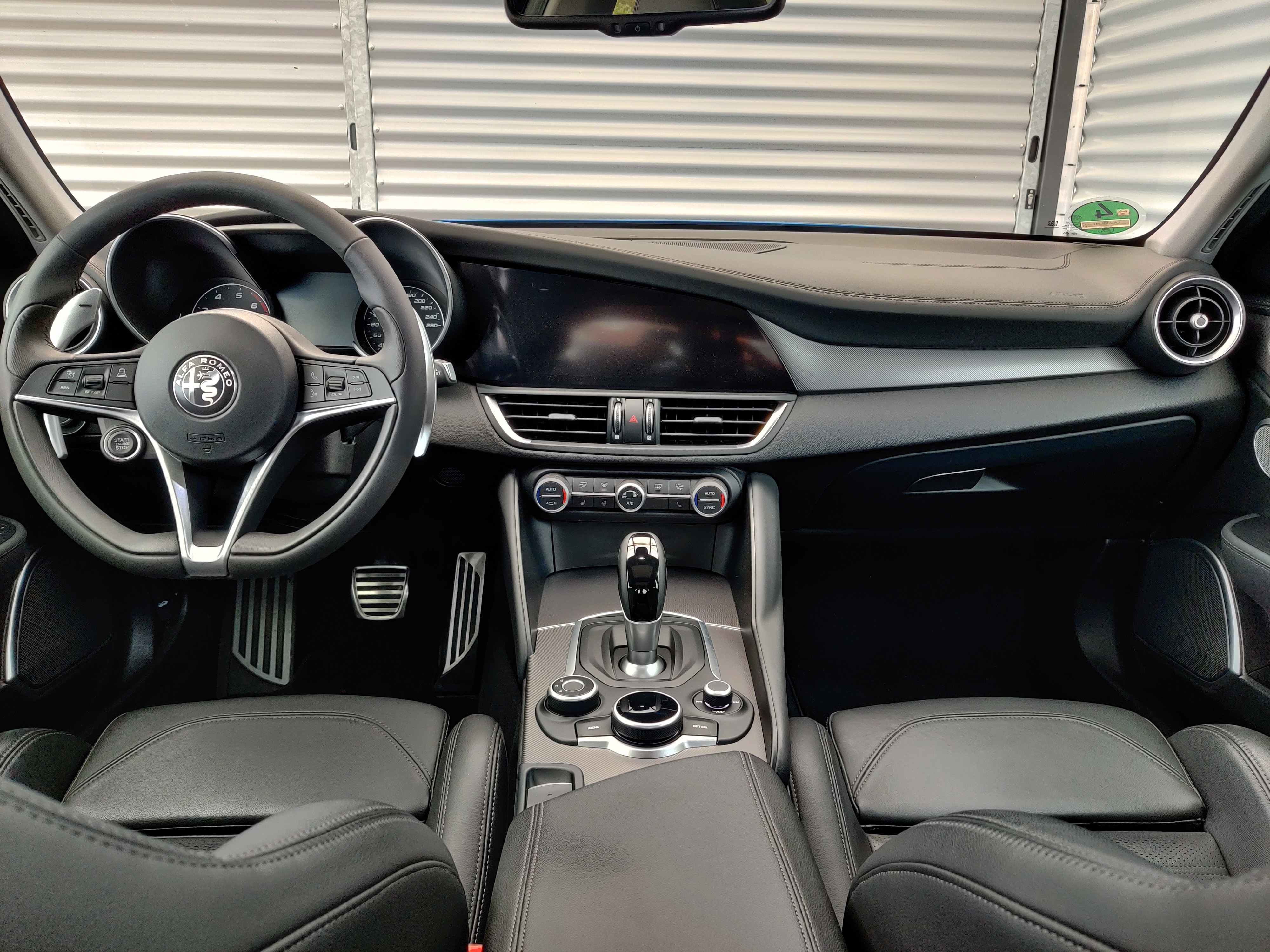
Interior del modelo 2018.

El acabado Veloce se trata de un “apellido” que procede del primer Giulietta en 1956 y que se ha reservado para los motores más potentes a Diésel y de gasolina, además del Quadrifoglio y Giulia GTA, que son más todavía extremos.
El trilobulado está presente en la marca desde el 1900. Este elemento son dos entradas de aire laterales, en la parte inferior, divididas por la toma de aire central, en forma de triángulo invertido y con el logo presidiéndola. De ahí parten dos líneas que marcan una "V" en el capó. Muchos esperaban el triple faro característico del 159, pero en su lugar se optó por un conjunto de ópticas integradas en una tulipa en forma de lágrima, más similar al 156. Los faros principales son de xenón, con luz de circulación diurna led.
La forma del pilar trasero parece recordar un poco al Alfetta, otra berlina deportiva de la marca de los años 1970 y 80. Detrás tiene un par de pilotos led, diferentes a la tradición de los redondos en la marca. Dos salidas de escape redondas están integradas en el difusor trasero.
El diseño del interior del modelo 2020 sigue las pautas del primer lanzado originalmente, si bien ha habido mejoras notables, de igual manera que el Stelvio 2020, con el que comparte la disposición de elementos, además de base técnica. El volante integra el botón de arranque, mucho mejor que en la consola y con unas enormes levas de aluminio que integra, que van fijas a la columna de dirección. En el cuadro de instrumentos digital se muestra mejor la información en su pantalla TFT de 7 pulgadas (17,8 cm) ubicada entre los indicadores analógicos, con nuevas grafías, aunque no es comparable a los cuadros de instrumentos digitales que se estilan hoy en día.
Tiene también de serie el paquete Driver Assistance, que incluye ayudas a la conducción como control de crucero adaptativo, sensor de ángulo muerto activo, asistente de mantenimiento de carril, alerta de atención del conductor o reconocimiento de señales de tráfico. Hay sensores de aparcamiento delanteros y una cámara de visión trasera.
La oferta mecánica no varió, la cual es la misma que en el Stelvio y viceversa. La compone un motor Diésel 2.2 JTDM con 160 CV (158 HP; 118 kW), 190 CV (187 HP; 140 kW) o 210 CV (207 HP; 154 kW) de potencia y un bloque de gasolina turbo de 1995 cm³ (2 litros) con 200 CV (197 HP; 147 kW) o 280 CV (276 HP; 206 kW). Todos están acoplados a una transmisión automática ZF de ocho velocidades que envía el par a las ruedas traseras. También está disponible la tracción total en los de 210 CV (207 HP; 154 kW) y 280 CV (276 HP; 206 kW), aunque el Giulia Veloce solamente puede combinarse con los bloques Diésel y gasolina más potentes.
Sus prestaciones son excelentes, ya que homologa 8,7 L/100 km (11,5 km/L; 27,0 mpgAm), con unas emisiones de CO2 de 198 g (7 onzas)/km. Es capaz de acelerar de 0 a 100 km/h (62 mph) en apenas 5.2 segundos y de alcanzar una velocidad máxima de 240 km/h (149 mph).

### Quadrifoglio

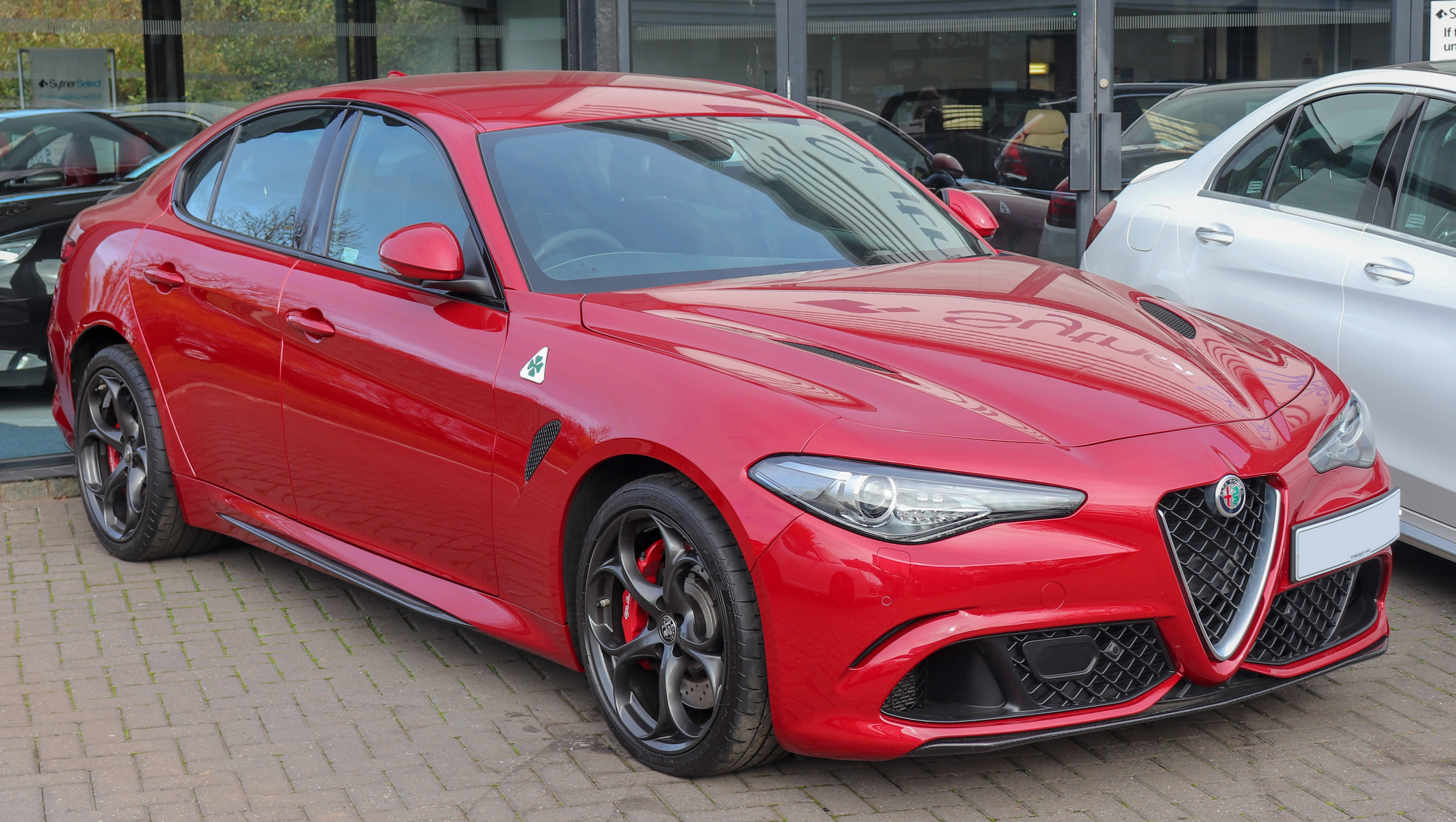
Quadrifoglio V6 Biturbo 2.9 de 2017.

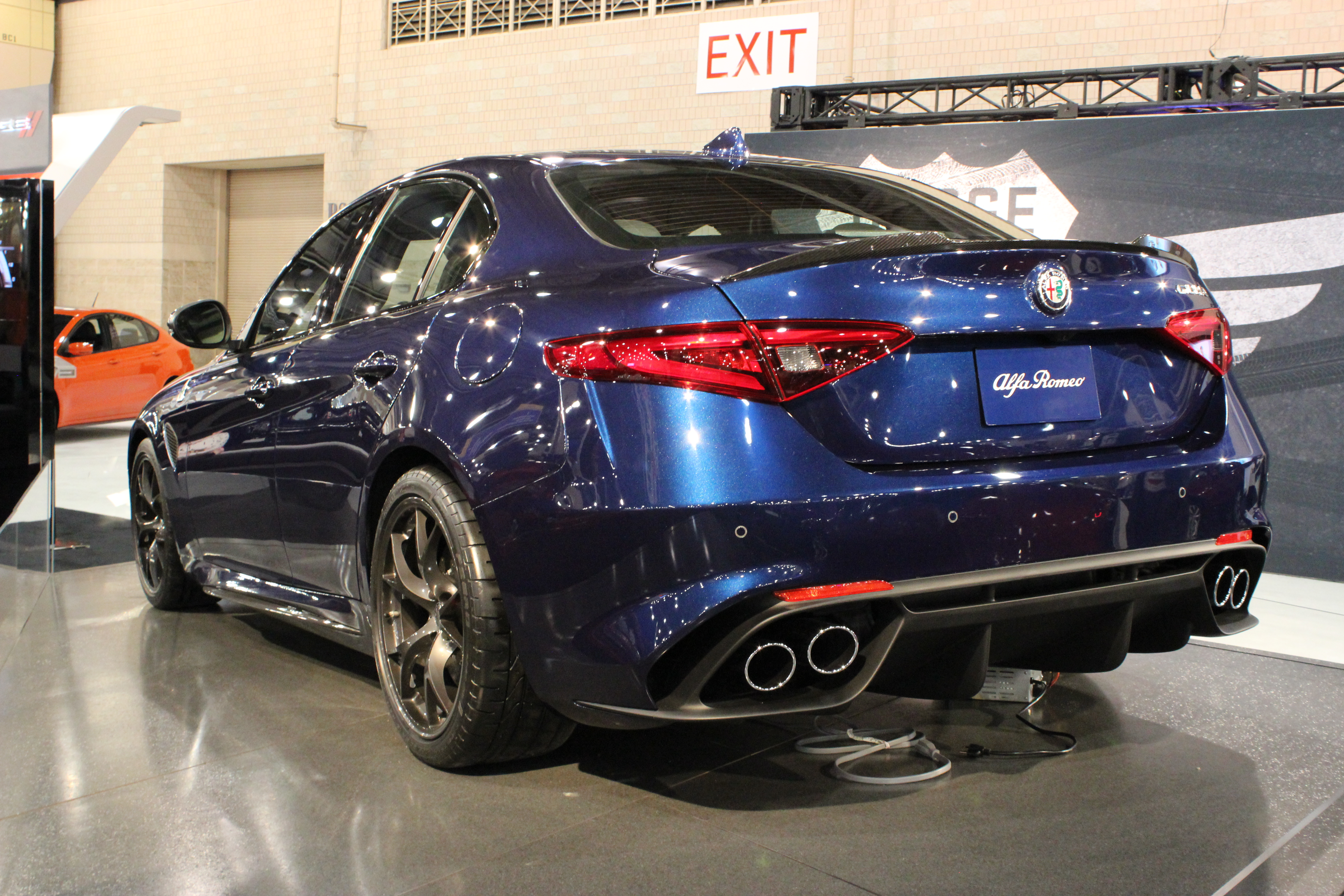
Vista trasera.

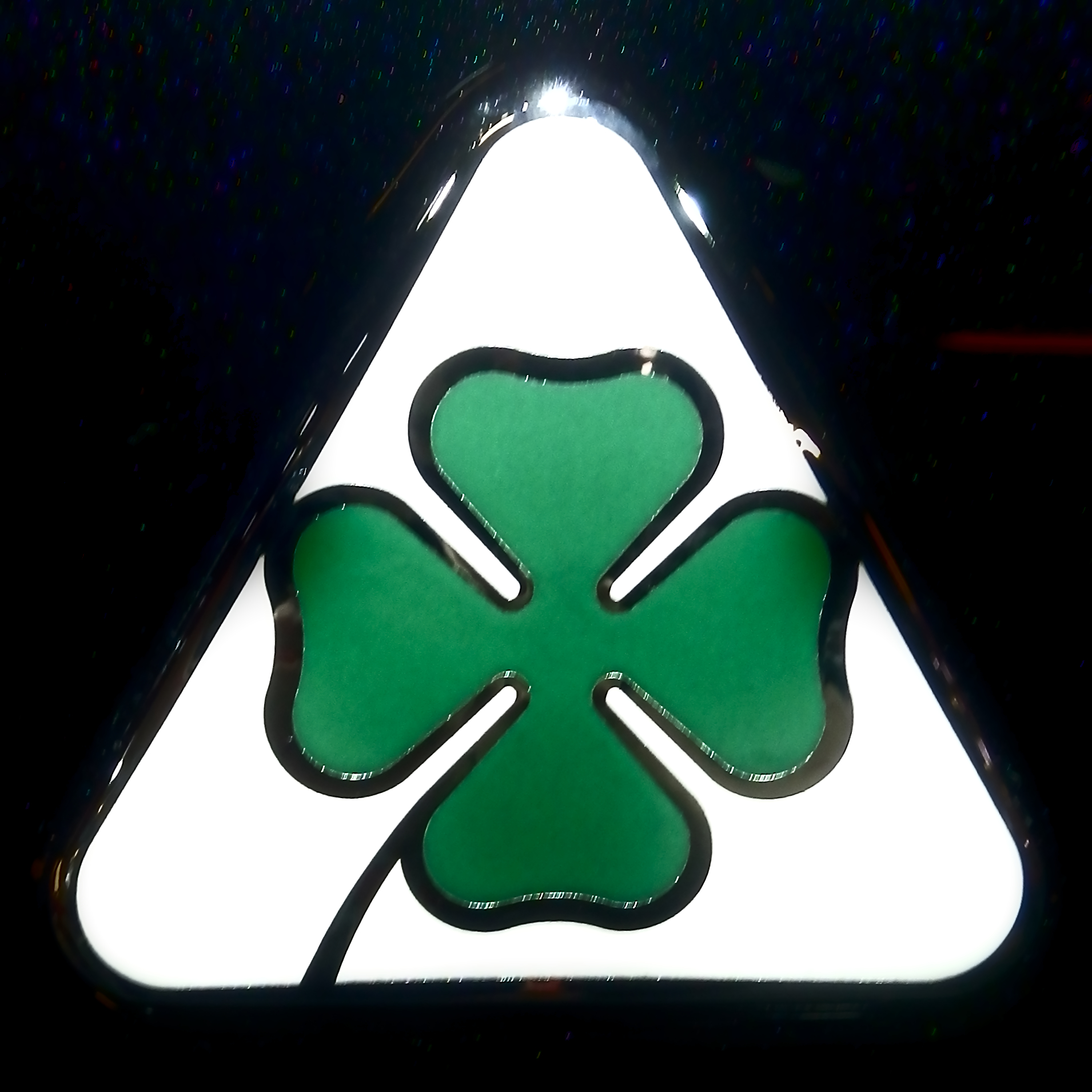
Logo del Quadrifoglio Verde en el Salón del Automóvil de Fráncfort de 2015.

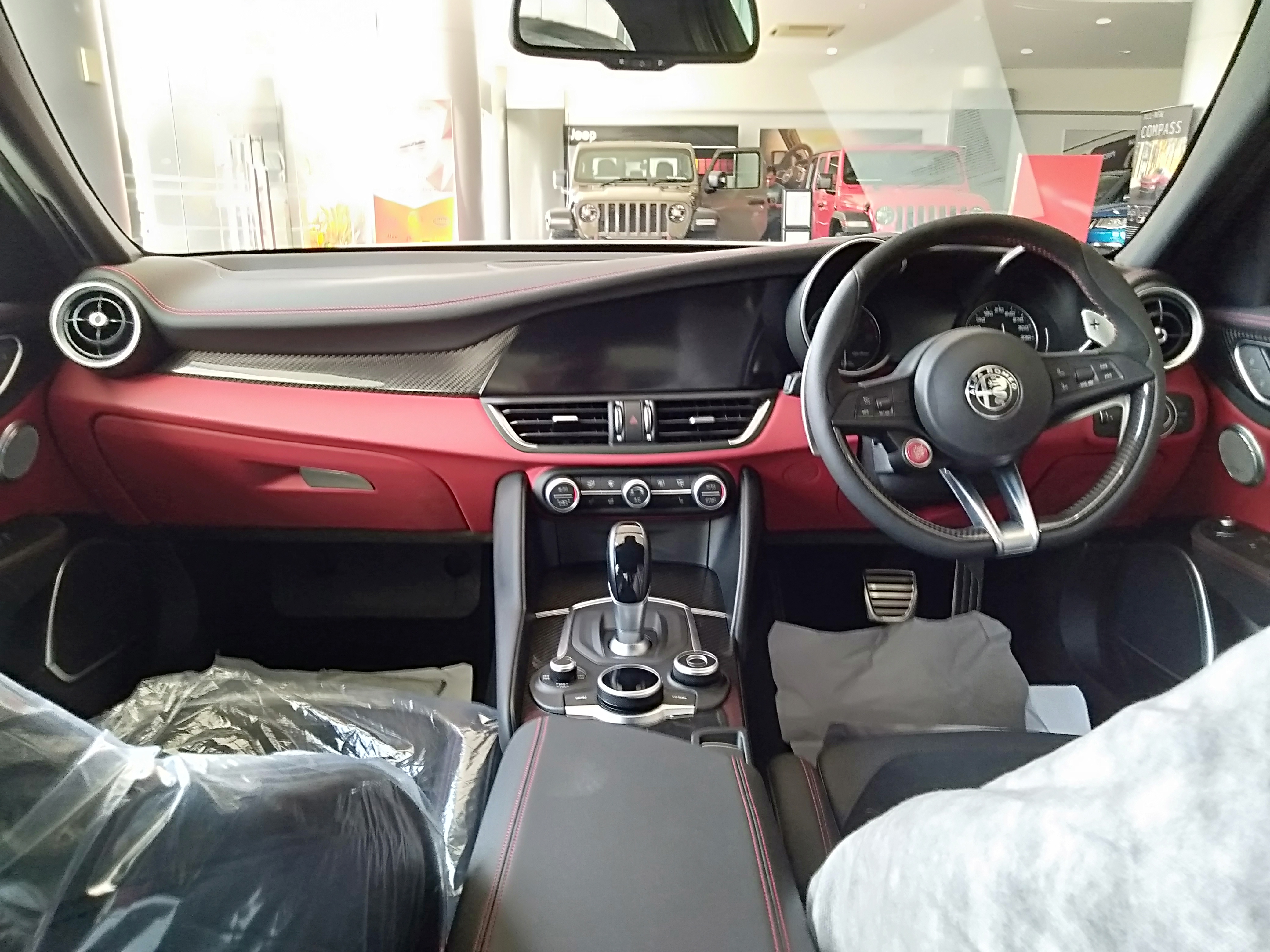
Interior de un Quadrifoglio 2.9 de 2021 en Brunéi.

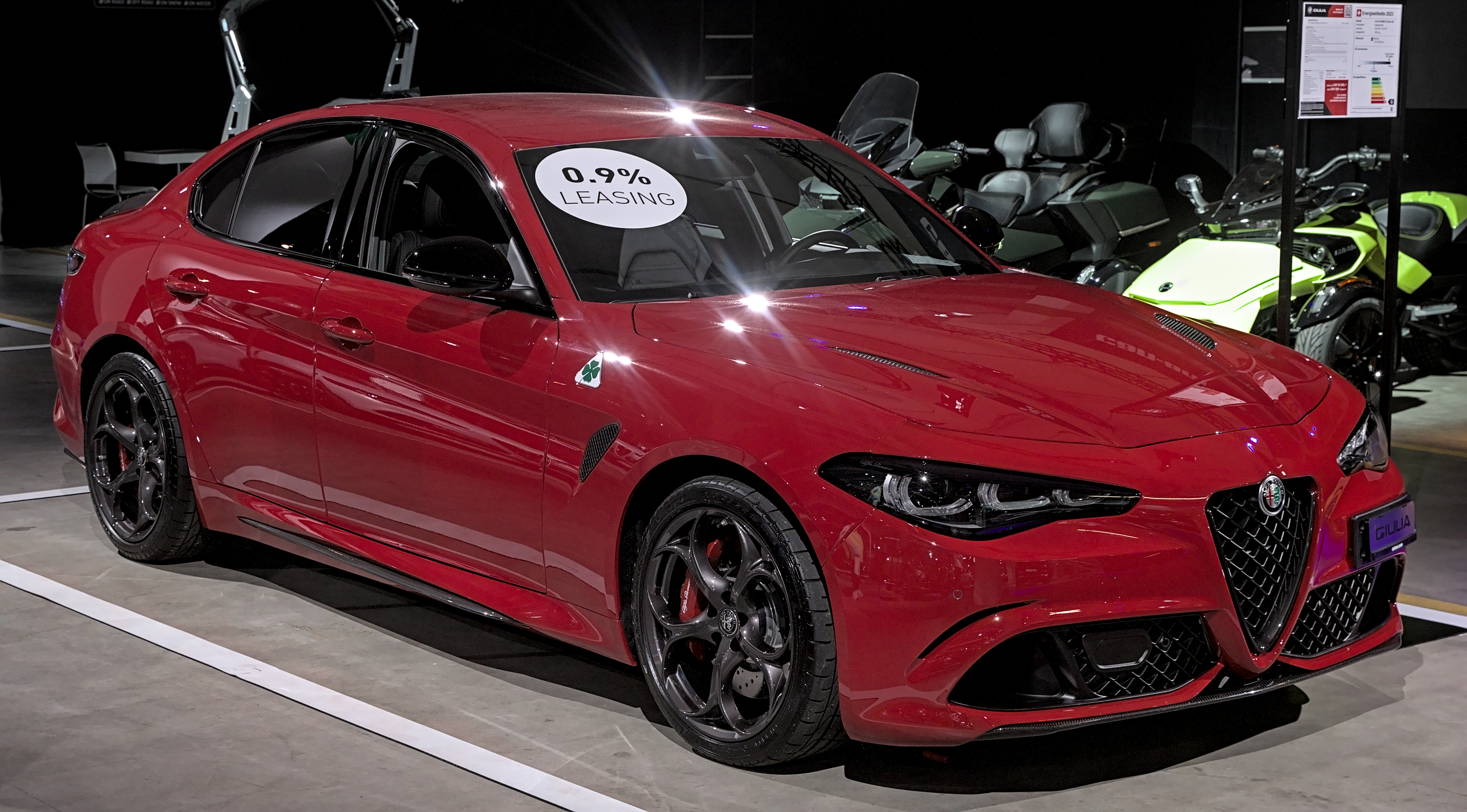
Quadrifoglio de 2023 en Zúrich.

La primera versión del Alfa Romeo Giulia que se ha mostrado públicamente ha sido la más alta de gama, denominada "Quadrifoglio". Se llama así porque se remonta a 1923 cuando el logo del trébol de cuatro hojas trajo suerte en una carrera al piloto Giuseppe Merosi ganó la prestigiosa Targa Florio con un Alfa Romeo, en cuya parrilla había dibujado cuatro hojas verdes sobre fondo blanco y pronto todos le imitaron. Se consideró que este logo daba suerte y desde entonces es usado por los Alfa Romeo de competición y se asocia también a las versiones con mejores prestaciones de la marca desde hace años.
Ofrece un motor V6 biturbo de 2891 cm³ (2,9 litros) desarrollado por los técnicos de Ferrari, con una relación de compresión de 9.3:1 que rinde 510 CV (503 HP; 375 kW). Un dato importante para valorar el rendimiento deportivo, es el régimen de giro del motor, es decir, cuánto es capaz de subir de vueltas antes del corte de inyección. De esta manera, el V6 sube más alto que el motor V8 de 4 litros de Mercedes-Benz con similar potencia, mientras que el seis en línea de 3 litros de BMW sube más que ninguno, compensando los 79 CV (78 HP; 58 kW) de menor entrega. Esto se traduce en una gran aceleración, ya que el Giulia consigue pasar de 0 a 100 km/h (62 mph) en 3.9 segundos. Esto es posible porque el modelo italiano tiene la mejor relación peso a potencia del mercado. En concreto, el peso oficial del Giulia Quadrifoglio es de 1524 kg (3360 libras) en vacío (DIN), mientras que el dato final homologado con combustible y conductor es de 1630 kg (3594 libras), solamente superado por el BMW M3 con 1600 kg (3527 libras). Por su parte, el Mercedes-AMG sube de 1715 a 1730 kg (3781 a 3814 libras), según la variante. De hecho, según diversos medios, el Giulia debería ofrecer un dato de aceleración todavía mejor, dado que pesa 100 kg (220 libras) menos que el Mercedes-AMG de igual potencia.
Para constatar la capacidad real del Giulia en circuito, en su presentación en el Salón del Automóvil de Fráncfort de 2015, la marca ofreció el tiempo conseguido en el célebre Nürburgring durante las pruebas de verano. Los resultados tuvieron una gran repercusión en redes sociales, ya que su récord le alejaba de cualquier rival y le coloca al nivel de deportivos muy exclusivos. De esta manera, el Giulia Quadrifoglio marcó un tiempo de 7:39 en dicho circuito, similar al realizado por modelos de motor central, más potentes y que casi triplican su precio, como el Ferrari 458 Italia, el Lamborghini Murciélago y el Mercedes-Benz SLS AMG. Lejos del Giulia quedan sus rivales naturales, como el BMW M3 con 7:50 o el Mercedes C63 AMG con 8:01.
Con posterioridad, en octubre de 2016, fue batido por el Porsche Panamera que marcó 7:38, lo que obligó a Alfa Romeo a intentar rebajar su propio tiempo, esta vez con el Giulia QV automático de 8 velocidades. Finalmente, esta versión bajó a 7:32 y con este crono volvió a ser la berlina más rápida en el célebre circuito alemán.
Respecto al motor de origen Ferrari, se trata de una variante con mejores prestaciones del bloque V6 de 2891 cm³ (2,9 litros) biturbo con inyección directa, ya usado en el Maserati Ghibli S con 410 CV (404 HP; 302 kW), pero en esta ocasión mucho mayor rendimiento: potencia máxima de 510 CV (503 HP; 375 kW) a 6500 rpm y un par máximo de 600 N·m (443 lb·pie) entre 2500-5000 rpm. Si bien los datos son contundentes, el par máximo queda lejos de los 700 N·m (516 lb·pie) entre 1750-4500 rpm del Mercedes-Benz C63 S AMG, debido a que el V8 alemán tiene mucha mayor cilindrada con 4 litros. Como novedad, el V6 de Alfa Romeo incorpora también desactivación de cilindros (cuando hay poca demanda de potencia) para mejorar el consumo, cuyo dato oficial es 8,5 L/100 km (11,8 km/L; 27,7 mpgAm).
La velocidad máxima según datos oficiales es de 307 km/h (191 mph). La firma ha confirmado a la prensa que durante el récord de Nürburgring, el Giulia alcanzó 321 km/h (199 mph), muy por encima de sus rivales. Esta velocidad es posible gracias a la potencia bruta del motor, al peso contenido y a la aerodinámica activa.
El dato oficial de distancia de frenado no corroborado por los medios, es de 32 m (105 pies) para detener el vehículo circulando a 100 km/h (62 mph). Se asume que este dato puede empeorar sensiblemente con los frenos de serie de las versiones normales, ya que el Quadrifoglio incorpora frenos carbono-cerámicos.
El nuevo bloque V6 de 510 CV (503 HP; 375 kW), deriva del motor empleado por el Ferrari California T con el mismo, cuyo código interno es F154 CB, con un diámetro x carrera de 86,5 x 82 mm (3,41 x 3,23 pulgadas). Ambos motores usan los mismos cilindros y la misma arquitectura a 90°, compartiendo elementos del cigüeñal, la inyección o los dos turbos. La gran diferencia radica en que se pierden dos cilindros, pasando del V8 de Ferrari a una configuración V6 en Alfa Romeo, ya que idealmente un V6 debería tener un ángulo de 60°. En realidad, el rendimiento del motor es superior al de Ferrari, pues ofrece 176,4 CV por litro, un valor más alto que en cualquiera de sus rivales.
De esta manera, este motor fabricado en aluminio con una cilindrada de 2891 cm³ (2,9 litros), fue el elegido para la presentación del modelo porque de hecho, el Giulia fue diseñado pensando en este motor y posteriormente, se fueron desarrollando las versiones más asequibles. Este motor cuenta además con un sistema de desconexión automática de cilindros. Con él, el Giulia Quadrifoglio puede acelerar de 0 a 100 km/h (62 mph) en 3.9 segundos, rivalizando con las opciones más potentes del BMW M3 con 431 CV (425 HP; 317 kW) que necesita 4.1 segundos, el Mercedes C63 AMG de 475 CV (469 HP; 349 kW) y el Mercedes-AMG C 63 S con 510 CV (503 HP; 375 kW) y que necesita 4 segundos.
Para el modelo 2023, su V6 se ha potenciado a 520 CV (513 HP; 382 kW) a las 6000 rpm y el mismo par máximo sin cambios, cuyo consumo es de 10,5 L/100 km (9,5 km/L; 22,4 mpgAm), acoplado a una transmisión automática ZF de ocho velocidades, con el que es capaz de acelerar de 0 a 100 km/h (0 a 62 mph) en 3.9 segundos y alcanzar una velocidad máxima de 307 km/h (191 mph). También se podía ordenar opcionalmente con escapes Akrapovič para un sonido más "bronco".

#### Quadrifoglio NRING Edition

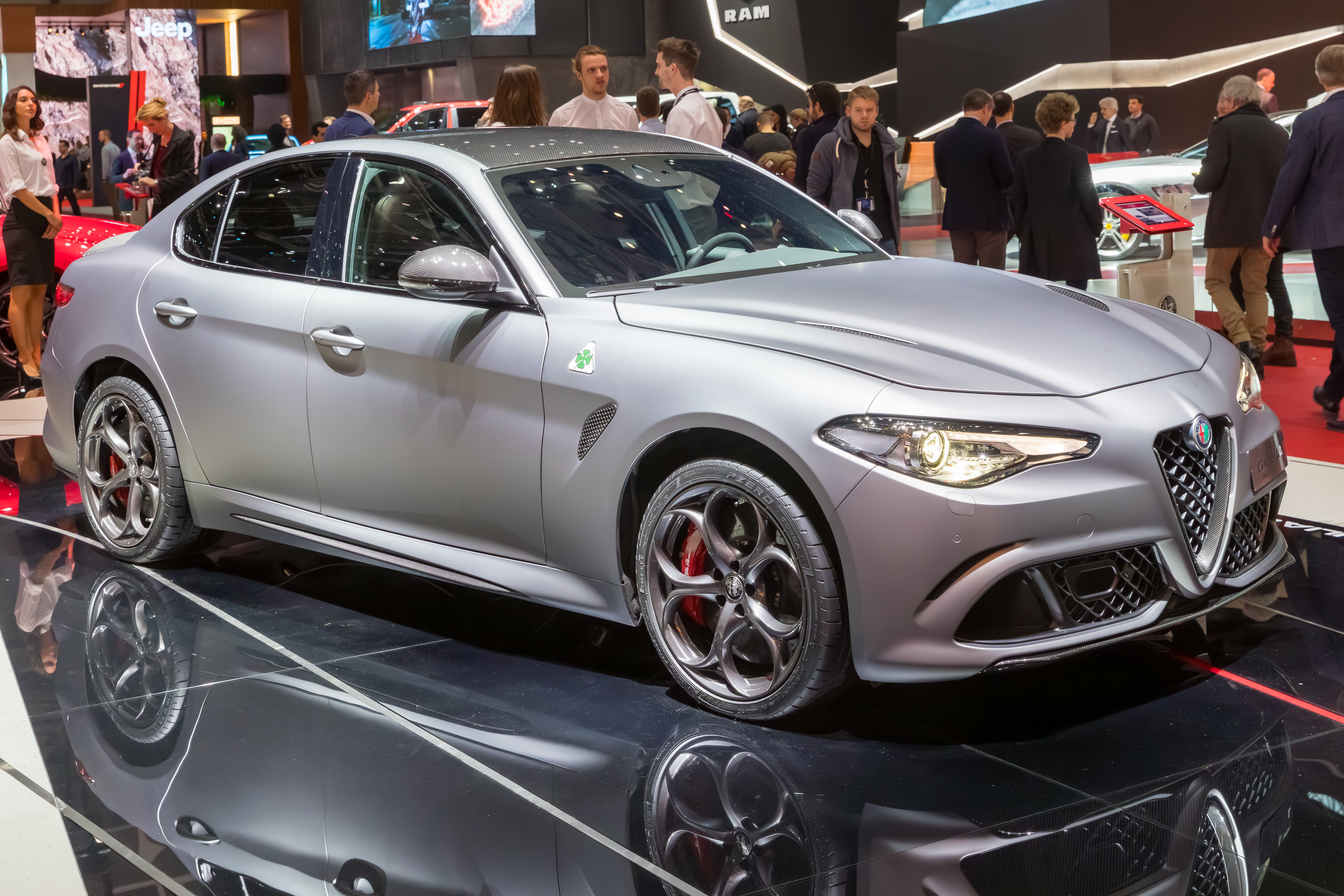
NRING Edition en el Salón del Automóvil de Ginebra de 2018, en Le Grand-Saconnex

Es una serie limitada a solamente 108 unidades numeradas, una por cada año de historia de la marca, destinados para los mercados de Europa, Oriente Medio y África. Cuentan con equipamiento opcional completo y características exclusivas.
Ha sido creado para satisfacer a los fanáticos, e inspirado por el récord de categoría establecido en el legendario circuito alemán, está destinado a convertirse en un auténtico objeto de colección por su singularidad. Disponible en serie limitada, con detalles de acabado en la pintura específicos y adaptados que realzan la elegancia y el estilo deportivo de este modelo.
Están equipados con el innovador sistema de infoentretenimiento Alfa Connect, con mapas de navegador en 3D y una pantalla de 8,8 pulgadas (22,4 cm), completados por un sistema DAB y un sonido de teatro Harman Kardon. Gracias a la integración perfecta con el Apple CarPlay para iPhone y con el Android Auto™ para aparatos Android, es más fácil y seguro tener acceso directo a toda la música, los contactos, mapas y aplicaciones.
La experiencia de compra comienza en la fase previa a la entrega, ya que antes de la llegada del vehículo se entrega un modelo numerado a escala 1:18 en una prestigiosa caja de piel negra, con costuras rojas. En el momento de la recogida del vehículo, el comprador encontrará a bordo un paquete de bienvenida que incluye guantes de carreras Sparco y una chaqueta softshell personalizada, una bolsa deportiva con diseño Alfa Romeo, gemelos “Quadrifoglio” y calzado original creado por Car Shoe.
Su desempeño no ha cambiado, así que retiene el mismo V6 de 510 CV (503 HP; 375 kW), lo que significa una velocidad máxima de 307 km/h (191 mph) y una aceleración de o a 100 km/h (62 mph) en 3.9 segundos.
Incluye frenos carbono-cerámicos, asientos deportivos Sparco, interior de fibra de carbono, palanca de cambios Mopar y alfombrillas también Mopar, mientras que los autos son diferenciados en el exterior con insignias "NRING", además de tapas de los espejos, techo y faldones laterales en fibra de carbono.
El equipo es mejorado para incluir control de crucero adaptativo y un sistema de sonido superior.

#### Quadrifoglio Racing Edition

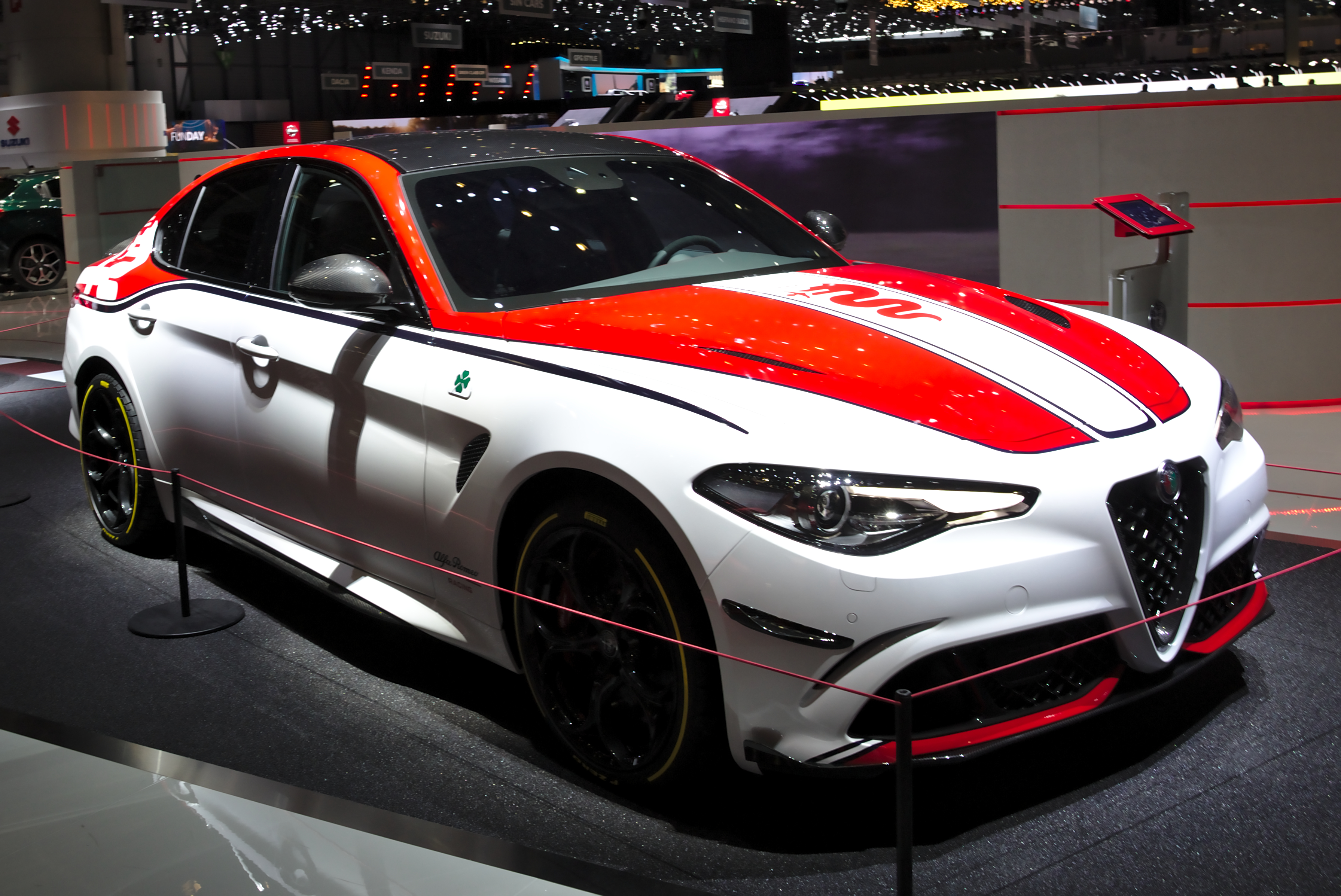
Racing Edition en el Salón del Automóvil de Ginebra de 2019

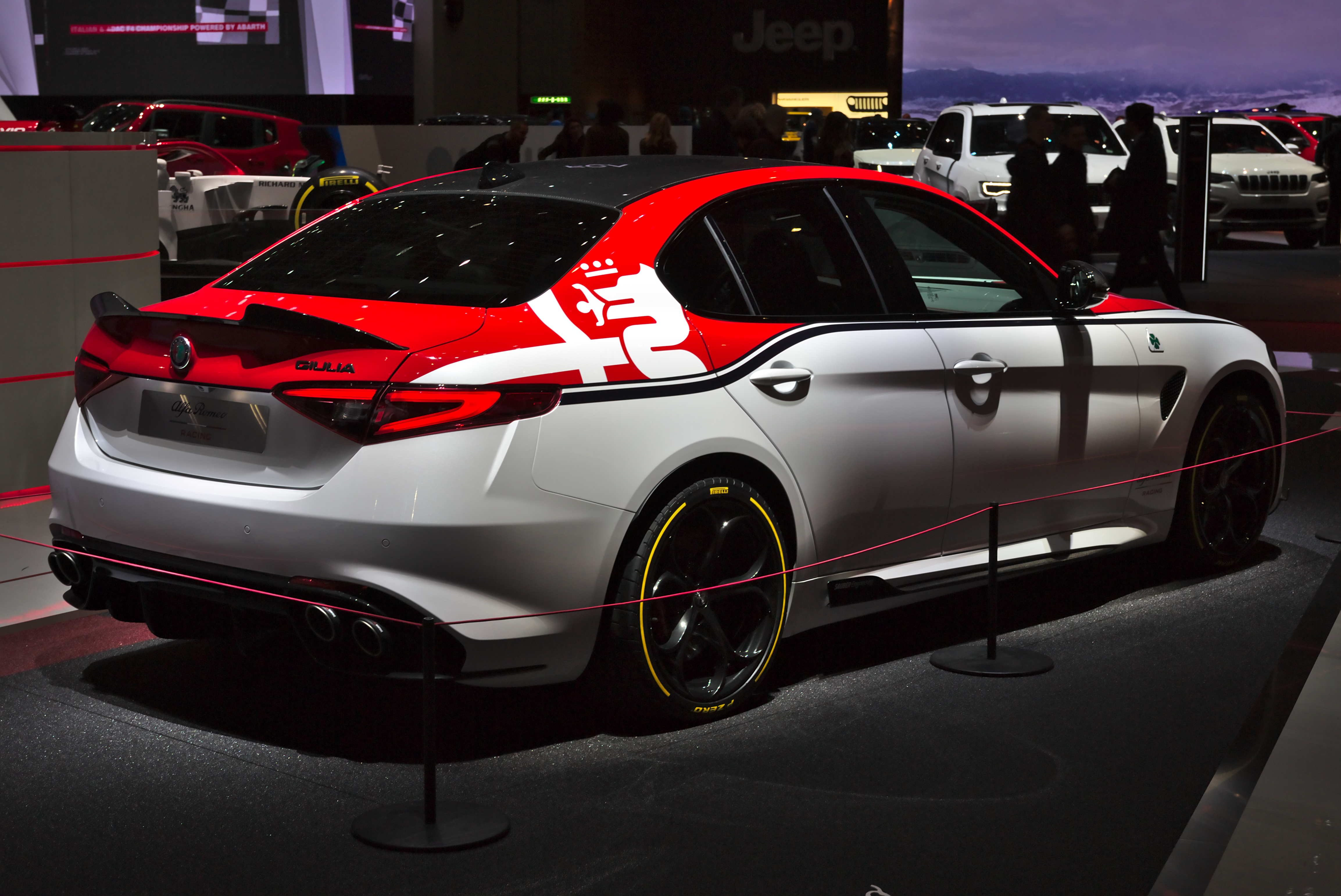
Vista trasera 3/4

Para el Salón del Automóvil de Ginebra de 2019, se introdujeron el Giulia Quadrifoglio y Stelvio Quadrifoglio Racing Edition, que eran una edición especial limitada equipados con un exclusivo paquete aerodinámico de fibra de carbono, diseñado en colaboración con Sauber Engineering, para celebrar el regreso de la marca a la Fórmula 1 con los pilotos Antonio Giovinazzi y el campeón mundial de 2007 Kimi Räikkönen. Lejos de ser un mero paquete cosmético, es una pieza de equipo técnico que mejora el desempeño aerodinámico del auto al incrementar la carga aerodinámica (downforce), así como las ya de por sí excelentes cualidades dinámicas de las versiones Quadrifoglio.
El paquete técnico complementa las acciones tomadas para hacer a los modelos de edición limitada más ligeros y potentes, demostrando la atención y la investigación del fabricante enfocada a la continua mejora de desempeño. Otras características incluyen asientos deportivos de cuero Sparco y Alcantara con carcasa de carbono, sistema de frenos más grandes, entre otras mejoras.
Solamente se fabricarían diez unidades para representar las diez victorias de la marca en la Fórmula 1, cada una luciendo una insignia llevando el nombre de cada Grand Prix ganado y su correspondiente año.
Las ediciones limitadas “Alfa Romeo Racing” de los modelos Giulia Quadrifoglio y Stelvio Quadrifoglio han nacido para celebrar el regreso de Alfa Romeo a los circuitos más prestigiosos del mundo y son un tributo a la gloriosa historia deportiva de la marca.
El rojo Competition, marca de la casa, rinde tributo al monoplaza de la Fórmula 1 C38, siguiendo sus líneas sinuosas y el amplio uso de fibra de carbono en los detalles externos. El exclusivo tubo de escape de titanio fabricado por Akrapovič, equipa la serie limitada Alfa Romeo Racing, el cual enfatiza el sonido sordo de su V6 biturbo. Gracias al proceso de ajuste específico realizado por los ingenieros, la potencia máxima alcanza los 520 CV (513 HP; 382 kW).
La adopción del tubo de escape de titanio, los frenos carbono-cerámicos y las estructuras de fibra de carbono de los asientos, aportan un importante ahorro de peso en comparación con las versiones estándar, con menos de 28 kg (61,7 libras). La máxima expresión de la pericia técnica y mecánica del fabricante es palpable en este modelo de edición limitada.

### GTA y GTAm

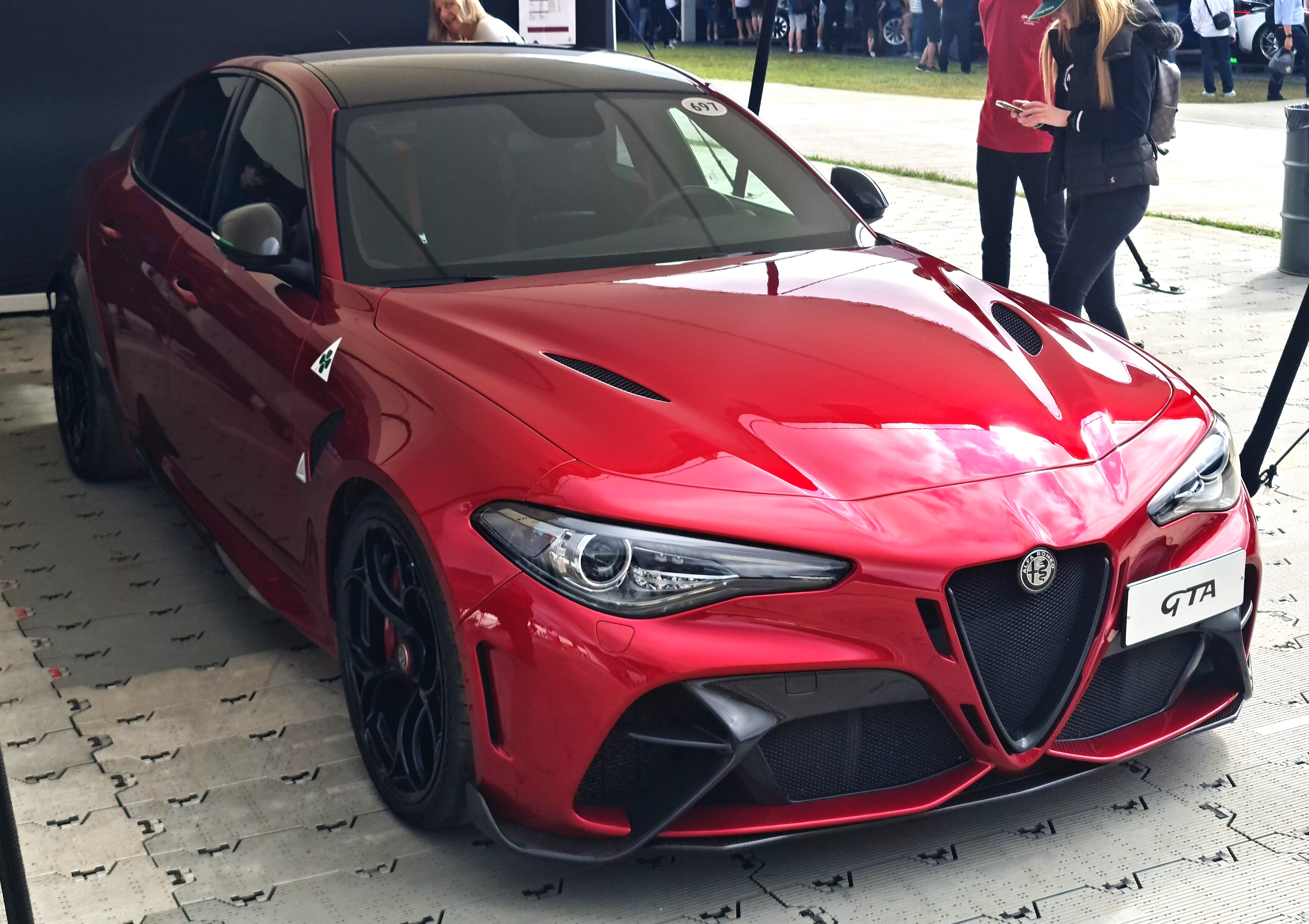
GTA en el Festival de velocidad de la Goodwood de 2021

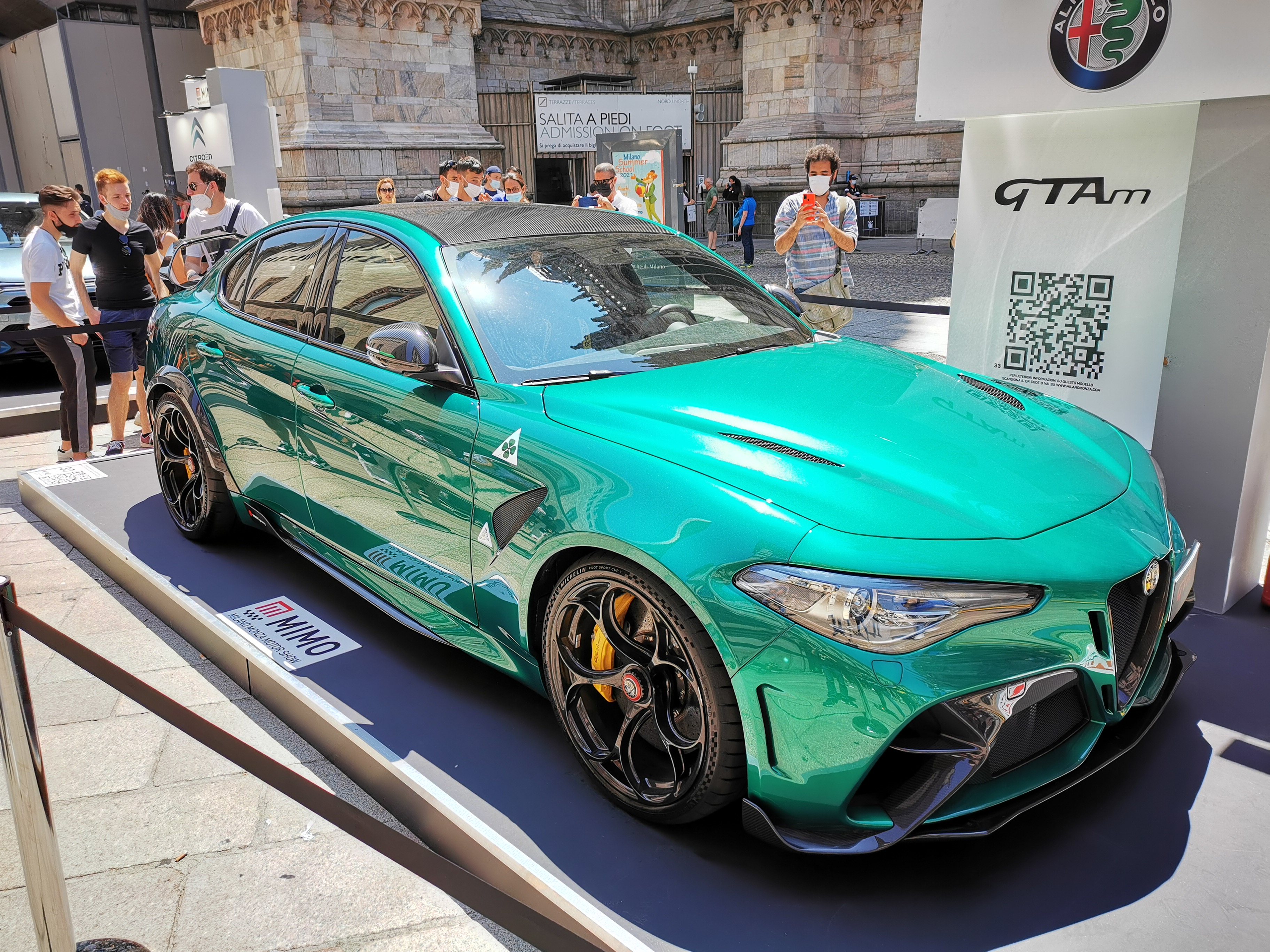
GTAm en el Salón del Automóvil de Milán de 2021

GTA es el acrónimo legendario nacido en 1965 para el Giulia Gran Turismo Alleggerita, literalmente"Gran Turismo aligerado", una versión mejorada especial del Giulia Sprint GT construido a partir de Autodelta. Para celebrar el 110 aniversario de la marca, han agregado más potencia y reducido el peso en unos 100 kg (220 libras), para ofrecer la mejor experiencia de conducción, con un número limitado de unidades. Se recuerda la historia de GTA con logotipos Quadrifoglio y Autodelta en negro, debajo de la capa transparente.
Pensado para la carretera, el nuevo Giulia GTA representa un nivel completamente nuevo de deportividad, gracias a su divisor delantero Quadrifoglio, los faldones laterales Sauber aerokit, un alerón trasero mejorado y sencillo y ruedas de una tuerca forjadas de 20 pulgadas (50,8 cm), específicamente diseñadas para maximizar la ligereza, con perillas de bloqueo simple por primera vez en un sedán, junto con neumáticos también específicos Michelin Pilot Sport Cup 2 connect. El frente cuenta con un divisor delantero activo rediseñado y optimizado para el uso diario en la carretera.
Sus interiores están revestidos de Alcantara lisa en gris antracita y negro siendo agradable al tacto, con asientos Sparco con carcasa de carbono. Además, con su homologación de asiento trasero para tres pasajeros, hay todavía más espacio y el sonido especial del escape de titanio Akrapovič con puntas de fibra de carbono.
El GTAm es un biplaza enfocado a la pista que revive las carreras del Biscione, el cual cuenta con un divisor delantero aumentado y ajustable, un alerón aerodinámico trasero adaptable en cuatro posiciones de arrastre. En el interior, presenta asientos deportivos Sabelt Sport monocasco de fibra de carbono mate con arnés de seis puntos de color en la parte delantera y una mampara trasera totalmente envuelta en Alcantara con barra antivuelco en la parte trasera. También tiene el logotipo de la firma en el capó en color negro, con unas defensas en "V" y divisor delantero ("splitter") en fibra de carbono aumentado para reducir más el peso y mejorar el rendimiento. Las luces traseras oscuras le dan un aspecto más extremo.
Los nuevos motores del GTA y GTAm, son una versión del V6 biturbo potenciada a 540 CV (533 HP; 397 kW), con la mejor potencia específica de su clase de 540 CV/litro. También la mecánica de ambos mejora, gracias a la adopción de materiales ultraligeros como fibra de carbono, aluminio y compuestos, logrando resultados sobresalientes en relación potencia a peso.
En una sesión de pruebas en el Giulia GTA y GTAm durante el otoño de 2021, el campeón del mundo finlandés Kimi Räikkönen regresó al Balocco Proving Ground para evaluar personalmente el trabajo realizado en el sedán deportivo de mayor rendimiento que la marca italiana haya producido.

“Me gusta mucho. Estamos buscando un coche que se pueda usar a diario, pero que también se pueda llevar a la pista, uno en el que realmente te puedas divertir…” “Por supuesto, es mejor a altas velocidades en términos de equilibrio. Parece que la parte delantera está más baja, lo que hace que la dirección sea más rápida. Es rápido, fácil de conducir y receptivo…”
señaló Kimi Räikkönen.

Alfa Romeo destinó a Sauber Engineering, con una experiencia de más de 50 años en el automovilismo, la producción de la mayoría de los componentes de fibra de carbono del GTA y GTAm, especialmente los que inciden en la aerodinámica. Estos incluyen la nueva fascia delantera, los faldones laterales, el extractor de aire, el spoiler GTA, así como el aerowing GTAm.

### Rediseño de 2019

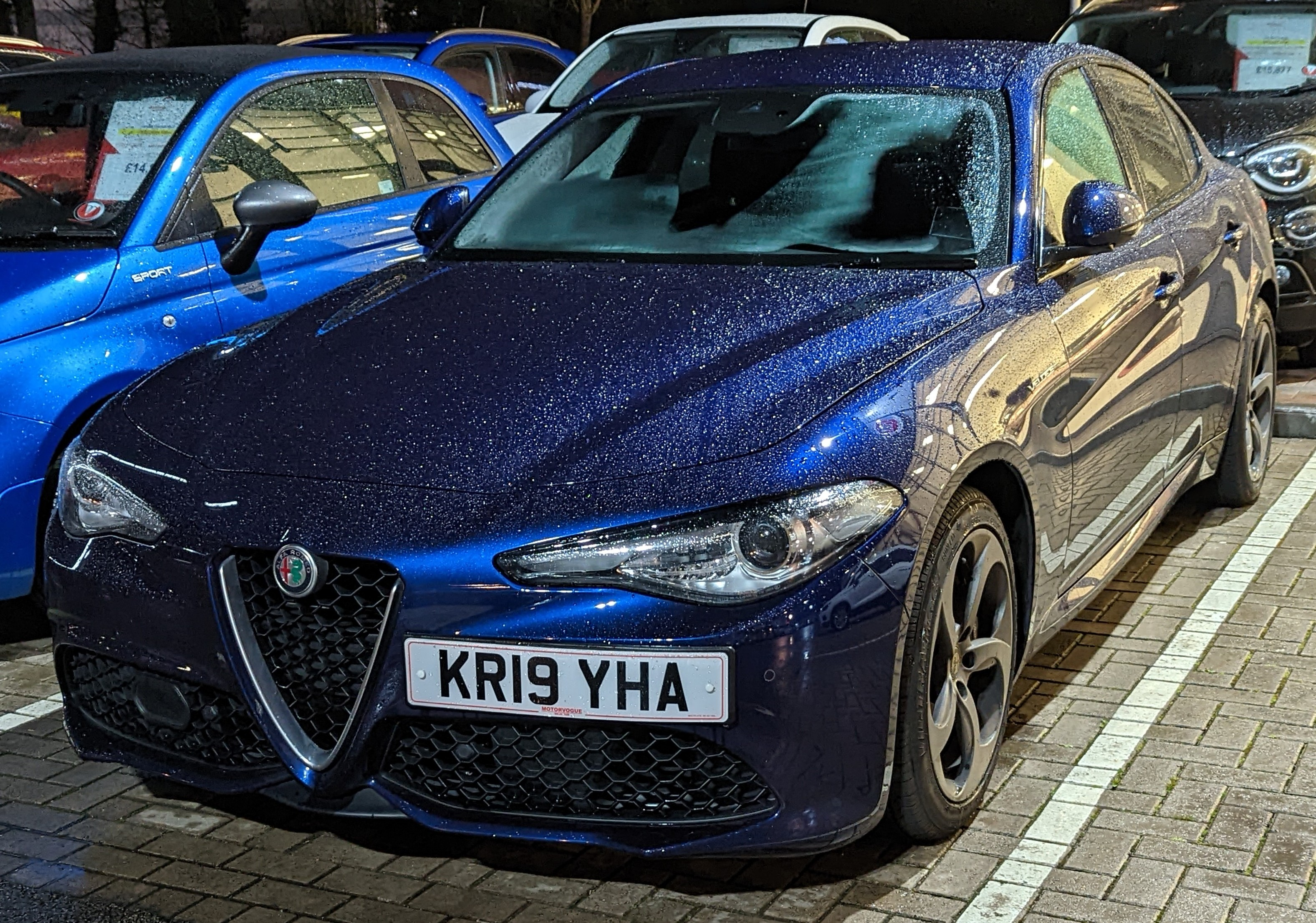
Modelo 2019.

Este modelo renueva dos de sus mecánicas diésel más importantes, ya que debido a la homologación WLTP y entrada en vigor de la normativa Euro 6D para emisiones contaminantes, ya no se ofrecía en ninguna de las variantes del Giulia desde 2019. Posteriormente, se añade el sistema AdBlue en los tres niveles de potencia, los cuales solamente estaban disponibles en Europa.
El nuevo 2.2 JTDM con 160 CV (158 HP; 118 kW), acelera de 0 a 100 km/h (0 a 62 mph) en 8.4 segundos y una velocidad máxima de 220 km/h (137 mph), con un consumo medio de 5,1 L/100 km (19,6 km/L; 46,1 mpgAm) con transmisión manual de seis velocidades. Con la opción automática de ocho velocidades, la aceleración mejora a 8.2 segundos y el consumo disminuye a 4,9 L/100 km (20,4 km/L; 48,0 mpgAm). Por otro lado, la versión con 190 CV (187 HP; 140 kW) está acoplado exclusivamente a la opción automática. En este caso, la aceleración se da en 7.1 segundos llegando a una máxima de 230 km/h (143 mph) y un consumo mixto que se queda igual en 4,9 L/100 km (20,4 km/L; 48,0 mpgAm).
Había hasta tres niveles de equipamiento: Giulia, Súper y Executive. Todos incorporan seis bolsas de aire, alerta de mantenimiento de carril, Bluetooth, climatizador bizona, control de velocidad y presión de neumáticos, equipo de audio con pantalla de 6,5 pulgadas (16,5 cm), frenado autónomo de emergencia, rines de aleación, puerto USB y volante regulable de cuero. La terminación Súper añade control de estacionamiento trasero, espejo interior electrocromo, línea exterior cromada, rines de 17 pulgadas (43,2 cm) y retrovisores exteriores plegables eléctricamente. La versión más lujosa Executive también incluye acceso sin llave, asiento posterior abatible asimétricamente, cámara trasera con guías activas, panel de instrumentos con pantalla en color TFT de 7 pulgadas (17,8 cm), faros de xenón, luces de conveniencia en las puertas, luneta térmica, sensor de estacionamiento delantero y sistema de aire en las plazas traseras.

### Estrema
En 2022 la firma presentó la serie especial Estrema en Hinwil, la sede central de la escudería Alfa Romeo F1 Team, con un tratamiento más deportivo inspirado en el QV y detalles exclusivos y que se seguirían ofreciendo con el paquete de alto desempeño. Este se beneficia de la dinámica continua y la colaboración con el equipo Orlen de Fórmula 1, tomando como base la versión Veloce. También incluye el Alfa Active Suspension, un sistema sumamente avanzado que ajusta rápidamente la rigidez los amortiguadores para un comportamiento más dinámico y placentero en ciudad, así como una mayor firmeza para viajar a mayor velocidad en carretera. Actúa según el modo seleccionado en el interruptor de modos de manejo Alfa DNA en la consola central.
Presenta cambios en el exterior que aumentan su nivel de deportividad. La carrocería tiene diferentes elementos hechos en fibra de carbono, como las cubiertas de los espejos, los anagramas o el bisel que acompaña a la parrilla o "Trilóbulo". El interior tiene detalles hechos en aluminio, insertos de fibra de carbono en la consola central, en el volante, en las cubiertas de las puertas y a lo largo del tablero. Todo esto combina con las costuras en rojo y el tono aluminio mate del resto de los controles.

### Competizione

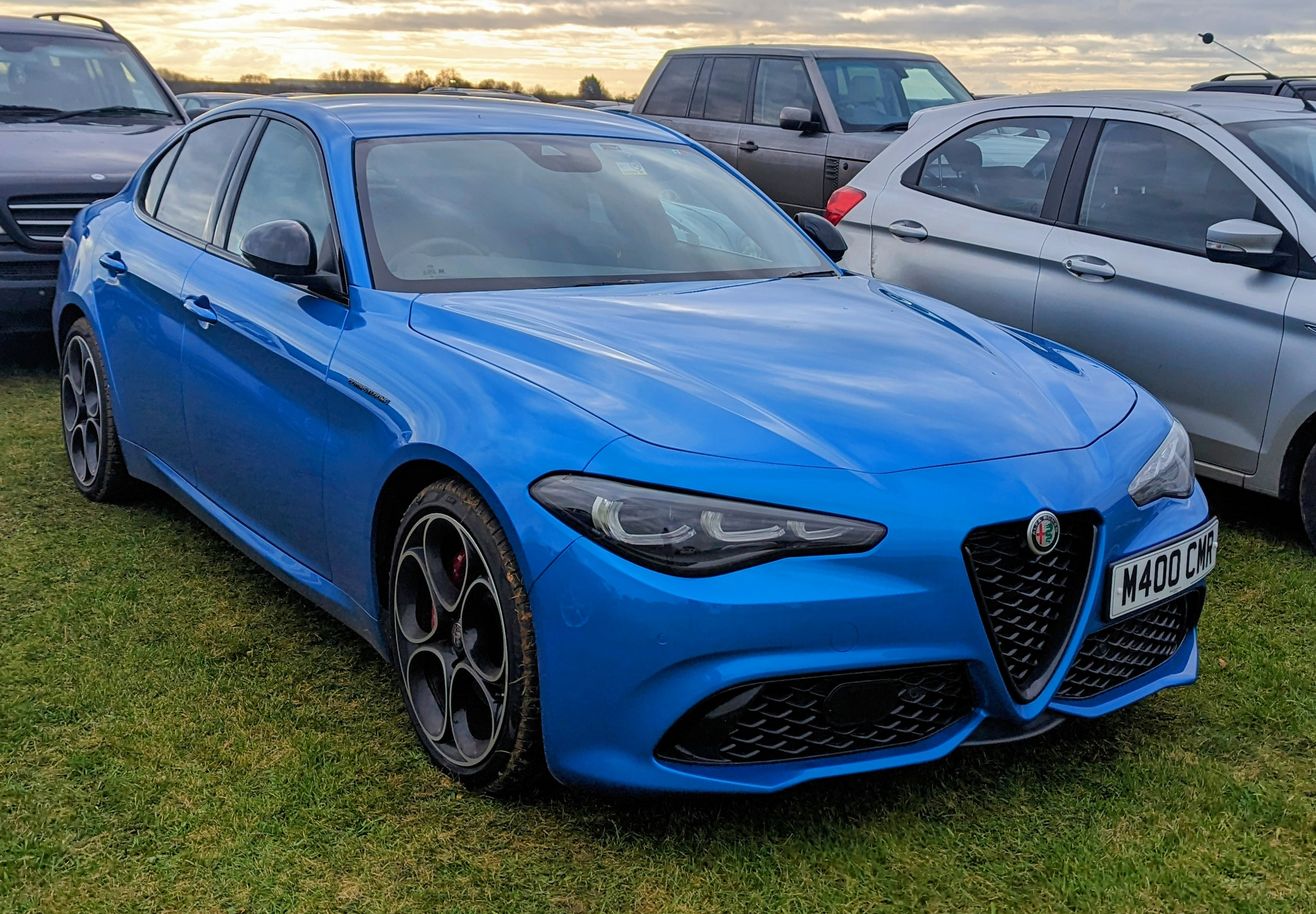
Competizione TB de 2023.

A finales de octubre de 2022, se presentó otra serie especial llamada "Competizione", también basada en la versión Veloce. Tiene un diseño exterior actualizado, que destaca por una parte frontal con una parrilla donde está el logotipo y unas rejillas específicas en las dos entradas de aire principales. También son nuevos los faros matriciales adaptativos completamente led, similares a los del Tonale, mientras que en la parte trasera tiene unos pilotos de cristal ahumado en color negro brillante. La edición de lanzamiento es la versión superior de la gama con un exclusivo color gris Moon Light mate, calipers de freno en rojo y rines de aleación de 21 pulgadas (53,3 cm).
En su interior, el principal cambio es un nuevo panel de instrumentos digital personalizable de 12,3 pulgadas (31,2 cm) con tres diseños diferentes, un sistema de sonido Harman Kardon y tapicería de cuero con costuras rojas. Tiene una cajuela con capacidad de 480 L (17,0 pies cúbicos) con una boca de carga elevada. La pantalla principal del sistema multimedia es táctil de 8,8 pulgadas (22,4 cm), un dispositivo pequeño en comparación a lo que ofrece la competencia.
Las motorizaciones incluyen dos versiones turbodiésel JTD de 160 a 210 CV (158 a 207 HP) (118 a 154 kW) con tracción integral; y el de gasolina es un cuatro en línea de 1995 cm³ (2 L; 121,7 plg³) con 280 CV (276 HP; 206 kW) y 400 N·m (295 lb·pie), el cual va acoplado a una transmisión automática de ocho velocidades. Con esto, es capaz de acelerar de 0 a 100 km/h (0 a 62 mph) en 5.2 segundos con un consumo medio de 8 L/100 km (12,5 km/L; 29,4 mpgAm), aunque según una prueba realizada posteriormente, ha sido de 8,9 L/100 km (11,2 km/L; 26,4 mpgAm).

### Tributo Italiano
El diseño exterior incluye la parrilla con inserción en "V" en color negro y rines de aleación de 19 pulgadas (48,3 cm), combinadas con calipers de freno Brembo en color rojo. También lleva la bandera de Italia en las carcasas de los retrovisores laterales, en combinación con el techo en color negro, aunque los clientes podían ordenar opcionalmente que vaya pintado del mismo color de la carrocería.
El interior incluye los nuevos asientos deportivos de cuero negro con perforaciones con detalles rojo y los reposacabezas delanteros bordados con el nuevo logotipo de la serie especial. También destacan las costuras rojas en el tablero, los asientos y los paneles de las puertas. Otros elementos de confort son el climatizador automático bizona, el volante con calefacción, los asientos delanteros ventilados y también con calefacción y un sistema de sonido de alta fidelidad equipado con 14 bocinas firmado por Harman Kardon.
Se ofrecía con el motor de gasolina de 1995 cm³ (2 L; 121,7 plg³) turbo con 280 CV (276 HP; 206 kW), o bien, el turbodiésel de 2143 cm³ (2,1 L; 130,8 plg³) con 210 CV (207 HP; 154 kW), ambos acoplados a una transmisión automática de ocho velocidades y tracción total Q4. El diésel también estaba disponible con 160 CV (158 HP; 118 kW) y tracción trasera.

### Patrulla de policía

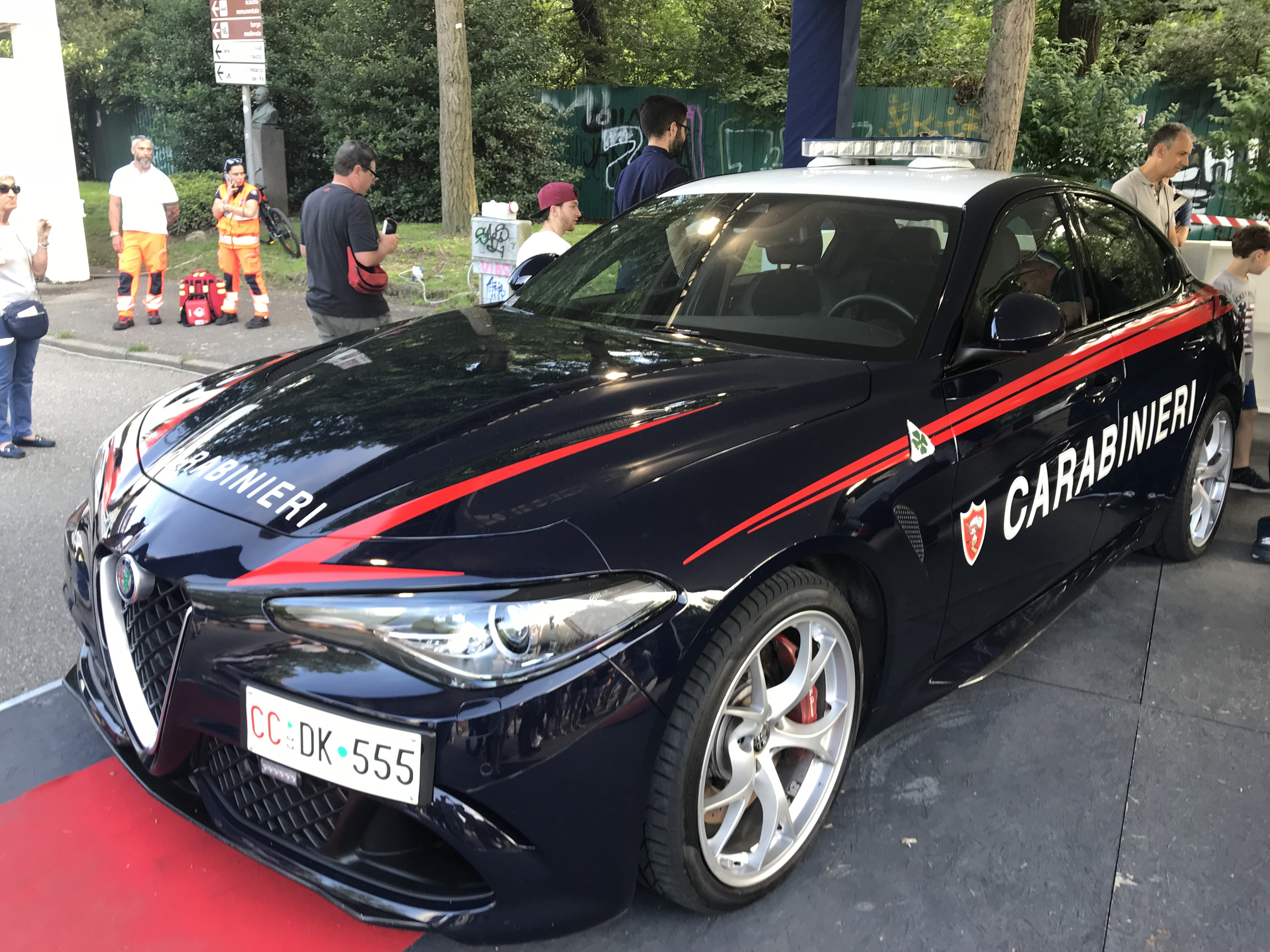
Quadrifoglio Carabinieri en el Salón del Automóvil de Parco del Valentino de 2018, en Turín.

El cuerpo de policía italiano, también conocido como Carabinieri, ha incorporado a su flota de vehículos un flamante Giulia Quadrifoglio, la berlina más potente y con mejores prestaciones hasta ese momento, para patrullar por las calles de Milán y Roma.
Con la presencia de los principales ejecutivos del Grupo FCA, John Elkann y Sergio Marchionne en la entrega de llaves, los Carabinieri usarían en ambas ciudades italianas citadas un Giulia Quadrifoglio. El fabricante y los Carabinieri han apostado por una tonalidad azul en la carrocería, con detalles en rojo y un techo en color blanco. Sobre esta pintura también están presentes los vinilos de "Carabinieri" en las puertas laterales y se han añadido los elementos típicos de un coche patrulla, como las sirenas, el plafón de luces de led en la parte superior del techo o un conjunto de cámaras perimetrales que se proyectan en el interior.  Precisamente en el habitáculo es donde hay más cambios, ya que la nueva cuenta con radio, una tablet en el panel de instrumentos frente al asiento del pasajero, los mandos de control de luces y sirena, un desfibrilador, refrigeradores portátiles, compartimientos de almacenamiento de armas o linternas de led.
También cuenta con un considerable espacio que ofrece en las plazas traseras, así como el mismo motor V6 biturbo de origen Ferrari con el que cuenta el modelo de serie, el cual rinde 510 CV (503 HP; 375 kW) de potencia, acoplado a una transmisión manual de seis velocidades. Sus prestaciones son de una aceleración de 0 a 100 km/h (62 mph) en 3.9 segundos y una velocidad máxima (sin limitación) de 309 km/h (192 mph).
Ya que el Quadrifoglio es mucho más rápido que la mayoría de los coches de policía, serían conducidos por agentes especialmente capacitados para su manejo, los cuales han sido instruidos en el circuito de Varano de' Melegari. Era utilizado en detenciones y otros tipos diferentes de operaciones especiales, tales como transporte de sangre y órganos.

## Producción
Desde su lanzamiento, se producía en la planta de Cassino en Piedimonte San Germano, Lacio, Italia.
La serie de preproducción emergió a finales de agosto de 2015, con la producción completa y ventas programadas originalmente para noviembre de ese mismo año y febrero de 2016, respectivamente, mientras que su producción oficial inició el 19 de abril de 2016.
| Años                 | Estados Unidos | Canadá | Europa | Australia | Otros | Total   |
| -------------------- | -------------- | ------ | ------ | --------- | ----- | ------- |
| 2016                 | 36             | 0      | 10,475 | 0         | 47    | 10,558  |
| 2017                 | 8,904          | 596    | 24,679 | 639       | 431   | 35,159  |
| 2018                 | 11,519         | 510    | 17,075 | 536       | 4,771 | 34,411  |
| 2019                 | 8,704          | 242    | 10,932 | 303       |       | 20,181  |
| 2020                 | 8,203          | 188    | 7,436  | 193       |       | 16,020  |
| 2021                 | 7,634          | 200    | 6,297  | 323       |       | 14,454  |
| 2022                 | 5,091          | 209    | 5,230  | 287       |       | 10,817  |
| 2023                 | 3,461          |        |        |           |       | 3,461   |
| Total hasta la fecha | 53,552         | 1,945  | 82,124 | 2,281     | 5,249 | 145,151 |